# Episodi di Re:Zero - Starting Life in Another World

Logo della serie

Questa è la lista degli episodi dell'anime Re:Zero - Starting Life in Another World, adattamento dell'omonima serie di light novel scritta da Tappei Nagatsuki e illustrata da Shin'ichirō Ōtsuka.
Annunciato il 19 luglio 2015 da Kadokawa al festival scolastico estivo di MF Bunko J, un adattamento anime di venticinque episodi è stato diretto da Masaharu Watanabe e scritto sotto la supervisione di Masahiro Yokotani. Prodotta dallo studio di animazione White Fox, la serie televisiva è andata in onda dal 3 aprile al 18 settembre 2016 su TV Tokyo e qualche giorno più tardi su TV Osaka, TV Aichi e AT-X. In tutto il mondo all'infuori dell'Asia gli episodi sono stati trasmessi in streaming in simulcast, anche coi sottotitoli in lingua italiana, da Crunchyroll. In particolare, nel Regno Unito i diritti della serie sono stati acquistati anche dal distributore scozzese Anime Limited, mentre in Cina i media tra cui Bilibili hanno trasmesso l'anime con censure più marcate.
L'edizione home video della serie è stata organizzata in nove volumi BD/DVD, le cui date di pubblicazione sono state fissate tra il 24 giugno 2016 e il 24 febbraio 2017. Ogni puntata dell'anime dura all'incirca ventiquattro minuti, ad eccezione della prima dal formato doppio e degli episodi diciotto e venticinque più lunghi di qualche minuto. Le sigle di apertura sono Redo (ep. 2, 4, 6, 8, 10) di Konomi Suzuki e Paradisus-Paradoxum (ep. 14, 16, 19, 20, 23) dei Myth & Roid, mentre quelle di chiusura sono Styx Helix (ep. 1–5, 8–11, 25), Straight Bet (ep. 7) e Theater D (ep. 14) sempre dei Myth & Roid, Stay Alive (ep. 13, 16, 17, 20–23) di Rie Takahashi e Wishing (ep. 18) di Inori Minase.
Un episodio OAV fu annunciato al "MF Bunko J Summer School Festival 2017" tenutosi il 10 settembre 2017. Tutti i membri dello staff principale e del cast sono tornati a ricoprire i rispettivi ruoli nell'episodio, ai quali si è aggiunto Tatsuya Koyanagi come direttore principale. L'OAV, intitolato Memory Snow, è stato proiettato nei cinema giapponesi il 6 ottobre 2018. Un secondo episodio, Hyōketsu no kizuna (氷結の絆? lett. "Legami di ghiaccio") è stato annunciato il 23 settembre 2018; quest'ultimo funge da adattamento animato al romanzo prequel Re:zero kara hajimeru zenjitsu-tan: Hyōketsu no kizuna (Re:ゼロから始める前日譚 氷結の絆?), incluso nella prima edizione Blu-ray dell'anime, e si focalizza sul primo incontro avvenuto tra Emilia e Puck. È stato proiettato nelle sale giapponesi l'8 novembre 2019.
Il 23 marzo 2019 è stato reso noto che una seconda stagione è in produzione e vede il cast dei personaggi invariato rispetto alla prima. Nel dicembre 2019 viene resa nota che la seconda stagione debutterà nell'aprile 2020, preceduta però dalla ritrasmissione della prima a partire dal 1º gennaio 2020, la quale gode di un nuovo montaggio con sequenze inedite e gli episodi hanno la durata di un'ora. La trasmissione di questa versione si è conclusa il 1º aprile 2020 per un totale di tredici episodi. Durante il Lucca Comics & Games 2024 è stato annunciato il doppiaggio italiano, il quale viene pubblicato a partire dal 5 febbraio 2025.
Il 9 marzo 2020 viene comunicato sul sito ufficiale della serie che la seconda stagione non andrà più in onda ad aprile, bensì a partire da luglio. L'11 giugno 2020 viene annunciato che sarebbe stata divisa in due parti, la prima è andata in onda dall'8 luglio al 30 settembre 2020 mentre la seconda da gennaio 2021. La sigla d'apertura è Realize di Konomi Suzuki mentre quella di chiusura è Memento di nonoc, tali brani vengono impiegati dall'episodio 1 al 13. Dall'episodio 14 al 25 vengono invece sostituite rispettivamente da Long Shot di Mayu Maeshima in apertura e da Believe in you da nonoc in chiusura. La serie è stata trasmessa divisa in due blocchi, il primo dall'8 luglio al 30 settembre 2020, mentre il secondo dal 6 gennaio al 24 marzo 2021; Crunchyroll si è occupata nuovamente dei diritti internazionali.
Una terza stagione è stata annunciata all'AnimeJapan 2023. La stagione è animata da White Fox e diretta da Masahiro Shinohara, con Haruka Sagawa come character design. È stata trasmessa divisa in due parti, la prima dal 2 ottobre al 20 novembre 2024 con uno speciale di 90 minuti, intitolato Gekijō-gata akui (劇場型あくい? lett. "Malizia cinematografica"), mentre la seconda dal 5 febbraio al 26 marzo 2025. La sigla d'apertura è Reweave di Konomi Suzuki mentre quella di chiusura è NOX LUX dei Myth & Roid. Crunchyroll si è occupata nuovamente dei diritti internazionali.
Al termine del sedicesimo e ultimo episodio della terza stagione, messo in onda il 26 marzo 2025, è stata annunciata la quarta stagione dell'anime. Il 24 maggio 2025 viene confermata la messa in onda per il 2026.

## Lista episodi

### Prima stagione
| Nº serie | Nº | Titolo italiano Giapponese 「Kanji」 - Rōmaji | In onda           | In onda         |
| Nº serie | Nº | Titolo italiano Giapponese 「Kanji」 - Rōmaji | Giapponese        | Italiano        |
| 1        | 1  | La fine dell'inizio e l'inizio della fine 「始まりの終わりと終わりの始まり」 - Hajimari no owari to owari no hajimari | 3 aprile 2016     | 5 febbraio 2025 |
| 1        | 1  | La serie inizia con lo studente delle superiori Subaru Natsuki, un ragazzo hikikomori, che viene convocato all'improvviso in un altro mondo mentre sta per far ritorno a casa da un konbini. Inizialmente incredulo per quello che gli è appena accaduto, Subaru comincia a fremere di felicità al pensiero di poter vivere un'avventura simile a quella dei videogiochi fantasy, ma la sua serenità viene presto interrotta da un trio di banditi che lo aggrediscono in un vicolo per derubarlo. Tuttavia, viene salvato in extremis da una misteriosa ragazza dai capelli d'argento e il suo gatto fatato Puck, così Subaru comincia a fare la conoscenza della fanciulla, che si presenta con il nome di Satella, e questa gli confida che sta cercando un oggetto molto importante, uno stemma, che però le è stato sottratto da una ladra chiamata Felt, così il ragazzo decide di collaborare per ricambiarle il favore. Quando finalmente riescono a ottenere un indizio, Subaru e la ragazza si recano all'interno della Tana del Bottino, un magazzino, ma vengono attaccati e uccisi da qualcuno. L'abilità speciale di Subaru, il "Ritorno dalla Morte" si attiva, e quindi si risveglia nel luogo in cui è stato evocato. Ignaro del suo potere e della sua resurrezione, Subaru decide di tornare al magazzino delle merci rubate. Questa volta incontra Felt e Rom e negozia con loro per lo stemma. Sopraggiunge però Elsa, la persona che ha ucciso Subaru nella prima linea temporale, e Subaru offre il suo cellulare che viene visto come un oggetto ancora più prezioso dei soldi di Elsa, quindi Felt e Rom accettano la sua offerta. A questo punto, Elsa uccide di nuovo tutti dopo che Subaru ha dichiarato la sua intenzione di restituire lo stemma alla sua proprietaria originale. Subaru torna indietro ancora una volta, questa volta salutando Satella per strada, ma questa si offende in quanto "Satella" è il nome della "Strega dell'Invidia", che è tabù in questo regno. |                   |                 |
| 2        | 2  | Un nuovo incontro con la strega 「再会の魔女」 - Saikai no majo | 10 aprile 2016    | 5 febbraio 2025 |
| 2        | 2  | Decisamente irritata per essere stata chiamata con il nome della "Strega dell'Invidia", "Satella" se ne va. Subaru tenta di impedire il furto del suo stemma, ma fallisce e viene ucciso di nuovo dai banditi nel vicolo mentre insegue Felt. Dopo il respawn, questa volta Subaru si rende conto della sua abilità "Ritorno dalla Morte" e cambia approccio non incontrando "Satella" e cercando invece di acquistare lo stemma da Felt prima che Elsa possa negoziare con lei. Nel solito vicolo, viene salvato dai banditi da Reinhard e Subaru gli chiede di dire a "Satella" di non andare alla Tana del Bottino. Mentre Subaru si dirige verso il magazzino, incontra Elsa, che nota il suo comportamento insolito. Più tardi, Subaru vede Felt e le dice cosa ha detto Rom sul valore del telefono nella linea temporale precedente. Rom valuta il telefono e ne conferma il valore, ma Felt si rifiuta di vendergli lo stemma senza prima aver sentito l'offerta di Elsa per via del comportamento sospetto di Subaru. Qualcuno bussa alla porta e Subaru è preoccupato che sia Elsa, ma è sorpreso di vedere "Satella", a cui pensava fosse stato detto di non venire lì. |                   |                 |
| 3        | 3  | Ricominciare la vita da zero in un altro mondo 「ゼロから始まる異世界生活」 - Zero kara hajimaru isekai seikatsu | 17 aprile 2016    | 5 febbraio 2025 |
| 3        | 3  | Poco dopo l'arrivo di "Satella", appare Elsa e inizia ad attaccare tutti i presenti. "Satella" e Puck prendono il sopravvento grazie al loro lavoro di squadra combinato con la magia del ghiaccio, ma Puck è costretto a tornare nel suo cristallo di mana, poiché perde la sua capacità di manifestarsi nel mondo fisico di notte. A Felt viene ordinato di fuggire dal magazzino, Rom viene gravemente ferito e "Satella" si sta stancando mentre combatte contro Elsa. Poi arriva Reinhard ed Elsa si presenta come una cacciatrice di viscere. "Satella" cura le ferite di Rom mentre Reinhard tiene a bada Elsa, poi usa una tecnica di spada della famiglia van Astrea per sconfiggerla. Tuttavia, Elsa sopravvive e attacca "Satella", ma Subaru la ferma con la clava di Rom, subendo così il colpo destinato a "Satella". Su richiesta di Subaru, lei rivela che il suo vero nome è Emilia, ma poi il ragazzo perde i sensi, rendendosi conto di essere stato ferito da Elsa, che intanto scappa. Felt restituisce lo stemma ad Emilia in segno di gratitudine nei suoi confronti. Reinhard inizialmente intende lasciare andare Felt, ma dopo aver visto lo stemma luccicare nella sua mano, cambia idea e porta Felt con sé, sostenendo che non può ignorare il suo crimine di aver rubato lo stemma nonostante sia fuori servizio. Avverte anche Emilia che la sua vita tranquilla finirà presto e che potrebbe essere convocata presto da qualcuno. |                   |                 |
| 4        | 4  | L'allegra famiglia della tenuta Roswaal 「ロズワール邸の団欒」 - Rozuwāru-tei no danran | 24 aprile 2016    | 5 febbraio 2025 |
| 4        | 4  | Subaru si sveglia nella tenuta di Roswaal completamente guarito, rendendosi conto che Emilia gli ha salvato la vita. Dopo aver vagato per un po' nei corridoi incontra Beatrice nella biblioteca, ma quest'ultima prosciuga il suo mana facendogli perdere i sensi. In seguito si sveglia nuovamente nella sua stanza con le cameriere gemelle Ram e Rem che lo osservano e fanno alcuni commenti su di lui. Successivamente Subaru si riunisce con Emilia e Puck, quindi incontra Roswaal, che gli dice che Emilia ha bisogno dello stemma per essere qualificata come candidata come prossimo sovrano alle imminenti elezioni reali. Come ricompensa per aver salvato Emilia, Subaru chiede di lavorare nella tenuta come maggiordomo. Lavorando al fianco di Ram e Rem, Subaru deve affrontare numerosi incarichi durante i suoi primi giorni come inserviente e finisce per farsi male ad una mano. Cinque giorni dopo, durante la notte, Subaru racconta ad Emilia che nel corso della giornata ha visitato un villaggio per comprare delle provviste e mentre giocava con alcuni bambini un cucciolo gli ha morso una mano. Poi gli chiede di andare ad un appuntamento con lui il giorno successivo al villaggio e lei accetta. Tuttavia, quando Subaru si sveglia la mattina dopo, si ritrova nel momento in cui si è destato con Ram e Rem nella stanza e ha la mano guarita, rendendosi conto che deve essere morto durante quella notte. |                   |                 |
| 5        | 5  | La mattina della promessa è ancora lontana 「約束した朝は遠く」 - Yakusoku shita asa wa tōku | 1º maggio 2016    | 5 febbraio 2025 |
| 5        | 5  | Subaru rincontra così Rem e Ram. Per capire come è morto, il ragazzo tenta di ricreare la linea temporale cercando di rivivere i medesimi eventi accaduti nella linea temporale precedente, il che funziona solo in parte e Ram gli insegna a leggere e scrivere nella lingua di quel mondo. Mentre svolgono le faccende domestiche, la relazione tra Subaru e Ram comincia a diventare più profonda, il che sembra infastidire Rem. Mentre sono fuori a fare la spesa, Subaru dice a Rem che lei e sua sorella sono "demongeliche" e lei chiede al ragazzo cosa pensa dei demoni. Dato che Rem e Ram sono impegnate, Emilia insegna a Subaru a leggere e scrivere, poi lui le chiede nuovamente un appuntamento al villaggio lì vicino per vedere i bambini, i cuccioli e i campi di fiori e lei accetta. Quella notte, Subaru tenta di rimanere sveglio, pensando alle sue azioni nella nuova temporale, rendendosi conto di aver corretto e perso alcuni eventi della precedente. Tuttavia, si assopisce e si sveglia improvvisamente nel cuore della notte sentendosi molto male. Barcolla attraverso la tenuta e mentre cerca disperatamente di camminare lungo un corridoio, viene attaccato da un aggressore invisibile e ucciso brutalmente. |                   |                 |
| 6        | 6  | Il rumore delle catene 「鎖の音」 - Kusari no oto | 8 maggio 2016     | 5 febbraio 2025 |
| 6        | 6  | Subaru si sveglia bruscamente nella sua stanza per la terza volta, e le sue ferite sono guarite nuovamente. Rendendosi conto di avere quattro giorni prima che l'aggressore lo colpisca di nuovo, sceglie il ruolo di ospite nella tenuta di Roswaal. Chiede a Beatrice se esiste una magia che può indebolire e uccidere una persona, e lei individua due possibili opzioni: una maledizione, che considera improbabile, o il prosciugamento del mana, sostenendo che all'interno della tenuta solo lei e Puck sono in grado di eseguire tale operazione. Rivela anche di averlo guarito quando è arrivato per la prima volta alla tenuta. Mentre chiacchiera con Ram, Subaru le racconta una storia popolare in cui un orco blu ha sacrificato la propria reputazione per aiutare il suo amico, un orco rosso. Ram commenta che entrambi i demoni erano sciocchi, poi Subaru e Ram non concordano con i messaggi all'interno della storia. Subaru dice che dai loro libri di racconti popolari, è rimasto colpito dalle leggende del drago e della strega, ma Ram si rifiuta di discutere di quest'ultima. Consiglia anche a Subaru di non raccontare la sua storia di orchi a Rem. Il quarto giorno, Subaru decide di andarsene e osservare la tenuta da un altopiano vicino. Al tramonto, viene improvvisamente attaccato da una pesante palla al piede chiodata. Sfugge ai primi due impatti e afferra la catena dell'aggressore, che, con suo grande stupore, si rivela essere Rem. |                   |                 |
| 7        | 7  | Natsuki Subaru ricomincia 「ナツキ・スバルのリスタート」 - Natsuki Subaru no Risutāto | 15 maggio 2016    | 5 febbraio 2025 |
| 7        | 7  | Rem tortura Subaru, sospettando che appartenga a una fazione nemica di Emilia e afferma che lui ha l'odore della strega, poi il ragazzo viene misericordiosamente ucciso da Ram nel bel mezzo dell'interrogatorio. Subaru torna indietro nel tempo ancora una volta nella tenuta e incontra di nuovo con paura Ram e Rem. Subaru cerca di raccontare a Emilia del suo "Ritorno dalla Morte", ma proprio mentre parla, un'ombra nera con le mani lo ferma. Due giorni dopo, Beatrice afferma che sente un forte odore della strega su di lui, ma Subaru le chiede di proteggerlo durante la quarta notte, cosa che lei acconsente. Così supera la notte in sicurezza, ma la mattina seguente scopre che Rem è morta, lasciando Ram profondamente addolorata. Ram sospetta di Subaru e cerca di attaccarlo, ma Beatrice lo protegge per via del loro contratto. Subaru fugge su un altopiano dove Beatrice gli si avvicina e lo informa che le sorelle sono "incomplete" con la morte di una delle due e si offre di aiutarlo a fuggire dalla zona. Ram raggiunge l'altopiano, giurando di uccidere Subaru. Credendo che la sua stessa codardia abbia portato alla tragedia di Rem, la sorella Ram non vuole sentire ragioni e così Subaru salta giù dall'altopiano e muore annunciando che salverà tutti gli abitanti della tenuta. |                   |                 |
| 8        | 8  | Piansi, piansi tutte le mie lacrime e poi smisi di piangere 「泣いて泣き喚いて泣き止んだから」 - Naite naki wameite naki yan dakara | 22 maggio 2016    | 5 febbraio 2025 |
| 8        | 8  | Subaru torna indietro nel tempo ancora una volta. Rendendosi conto che il suo livello di fiducia con le gemelle cameriere è importante, chiede di lavorare di nuovo nella tenuta come maggiordomo. Durante una pausa dal lavoro, Subaru chiede a Puck di insegnargli come usare la magia per sconfiggere la misteriosa entità che lavora dietro le quinte, che crede essere uno sciamano. Puck analizza il mana di Subaru per determinare il suo attributo e scopre che il suo è "ombra". Subaru apprende da Beatrice la terribile leggenda della Strega dell'Invidia, Satella, e deduce che le intenzioni di Emilia nella prima linea temporale erano quello di escluderlo dalle elezioni reali. Durante il suo addestramento, Subaru tenta di utilizzare la magia per avere una carta da giocare nel momento del bisogno. Continuando il suo lavoro di maggiordomo, si sovraccarica mentalmente e fisicamente nel suo sforzo di guadagnarsi la fiducia delle cameriere gemelle e si addormenta sdraiato sulle ginocchia di Emilia, piangendo. Quella notte, Subaru si sveglia e chiede a Beatrice come possono essere rilevate le maledizioni, apprendendo che queste ultime devono essere attivate attraverso il contatto fisico, e tramite questa informazione deduce con gioia che la maledizione proveniva dal villaggio. Il giorno successivo, Subaru torna al lavoro e convince le gemelle ad accettare di andare con lui al villaggio. |                   |                 |
| 9        | 9  | Il significato del coraggio 「勇気の意味」 - Yūki no imi | 29 maggio 2016    | 5 febbraio 2025 |
| 9        | 9  | Subaru visita il villaggio con Ram e Rem con lo scopo di trovare il responsabile della sua precedente morte quando il cucciolo lo morde di nuovo. Quando i tre tornano dal villaggio, Roswaal parte per un viaggio durante la notte, cosa che non era accaduta nelle linee temporali precedenti. Subaru incontra Beatrice la quale conferma che è stato maledetto e questo fa capire al ragazzo che la causa di ciò è il cucciolo che lo ha morso. Rendendosi conto che i bambini sono in pericolo, Subaru e Rem tornano al villaggio durante la notte e scoprono che sono scomparsi. Si avventurano nella foresta e trovano tutti i bambini tranne uno, e scoprono che sono stati tutti morsi dal solito cucciolo. Mentre Rem cura i bambini con la magia, Subaru le dice che potrà sempre rintracciarlo grazie all'odore della strega che ha addosso, poi parte alla ricerca dell'ultimo bambino ma viene attaccato da una magibestia. Subaru sconfigge la magibestia grazie al suo ingegno, ma un branco identico al mostro appena ucciso lo circonda e scopre che è controllato dal cucciolo demone. Arriva Rem che apre un varco verso il villaggio, ma le magibestie hanno la meglio su Rem, così quest'ultima scatena il demone che risiede dentro di lei e impazzisce. Rem rischia così di essere uccisa dai mostri e perciò Subaru interviene per salvarla appena in tempo. |                   |                 |
| 10       | 10 | I metodi di un demonangelo 「鬼がかったやり方」 - Oni gakatta yarikata | 5 giugno 2016     | 5 febbraio 2025 |
| 10       | 10 | Il giorno successivo Subaru si risveglia e si rende conto di essere sopravvissuto all'attacco dei mostri grazie al tempestivo arrivo di Emilia e Ram. La barriera che circonda il villaggio è stata ripristinata per tenerlo sicuro dalle magibestie. Tuttavia, Subaru è afflitto da un gran numero di maledizione intrecciate dai morsi che ha ricevuto e Beatrice non è in grado di spezzarle tutte prima che queste abbiano effetto. Subaru riceve una spada dagli abitanti del villaggio e si dirige nella foresta con Ram per uccidere il cucciolo che controlla le magibestie, annullare le maledizioni e trovare Rem. Ram rivela poi a Subaru che non ha un corno di demone come Rem e perciò è meno forte di lei. Subaru attira le magibestie tentando di scoprire la verità sul suo Ritorno dalla Morte. Poi Subaru e Ram vengono inseguiti dai mostri e cadono giù da un altopiano e vengono circondati da un altro branco di magibestie e trovano Rem impazzita. Sfruttando le informazioni fornite da Ram, Subaru mette in atto un piano per colpire il corno di Rem in modo che possa tornare in sé. |                   |                 |
| 11       | 11 | Rem 「レム」 - Remu | 12 giugno 2016    | 5 febbraio 2025 |
| 11       | 11 | In passato, Ram e Rem vivevano in un villaggio di demoni dove la nascita di due gemelli era considerata un tabù. Ram era un prodigio, mentre Rem lottava per sopravvivere. Un giorno, il corno di Ram venne tagliato dal Culto della Strega e da allora Rem si è sentita responsabile di ciò che è accaduto alla sorella. Nel presente, Rem riprende coscienza dopo che Subaru le ha fatto perdere i sensi. Subaru, Ram e Rem fuggono dalle magibestie, ma incontrano il cucciolo sciamano responsabile dell'attacco. In modo che le gemelle possano mettersi in salvo, Subaru rimane sul luogo per combattere il mostro, che si è trasformato in una temibile creatura. Subaru riesce ad accoltellarla con la sua spada spezzata, ma l'attacco non si rivela efficace. Proprio mentre Subaru sta per essere ucciso, arriva Roswaal che sconfigge il mostro e le restanti magibestie, permettendo così a Subaru di essere libero dalle maledizioni che gli erano state lanciate. Subaru si risveglia nella solita stanza della tenuta di Roswaal e qui Rem afferma che ha vegliato su di lui mentre stava dormendo. In seguito, Subaru dice a Rem di continuare a vivere per il futuro piuttosto che provare pena per se stessa, facendola così innamorare di lui. Scesa la notte, Subaru chiede nuovamente ad Emilia di uscire con lui per andare al villaggio il giorno dopo e lei accetta. |                   |                 |
| 12       | 12 | Ritorno alla capitale 「再来の王都」 - Sairai no ōto | 19 giugno 2016    | 5 febbraio 2025 |
| 12       | 12 | Una settimana dopo l'incidente della magibestie, Subaru ed Emilia tornano indietro da un'uscita mattutina con i bambini del villaggio di Arlam. Alla tenuta, Emilia viene convocata nella capitale e i due vengono scortati da Wilhelm e Felix. Nella capitale, Subaru vede il fruttivendolo e compra da lui un sacchetto di mele. Quindi incontrano Julius e la vista di quest'ultimo che bacia in modo cavalleresco la mano di Emilia provoca una reazione di gelosia da parte di Subaru. In seguito, il ragazzo vede una giovane donna dai capelli rossi, Priscilla, mentre viene inseguita dagli stessi tre banditi che lo avevano ucciso nelle linee temporali precedenti. Si reca così nel vicolo per salvarla, ma i delinquenti fuggono quando arriva Rom che sta cercando Felt, allora Subaru gli dice che è stata portata via da Reinhard. Più tardi, Emilia insiste affinché Subaru non la accompagni al castello dove si riuniranno le candidate per le imminenti elezioni reali. Tuttavia, il giorno dopo Subaru infrange la sua promessa e accetta un passaggio al castello nella carrozza di Priscilla come suo addetto alle mele. Al castello, Emilia è scioccata nel vedere Subaru con Priscilla e quest'ultima che lo definisce un suo servitore. Mentre Emilia, e le altre candidate reali Priscilla, Anastasia e Crusch attendono, con sorpresa di tutti, Reinhard presenta Felt come la quinta ed ultima candidata alla corona di Lugunica. |                   |                 |
| 13       | 13 | Il cavaliere auto proclamato Natsuki Subaru 「自称騎士ナツキ・スバル」 - Jishō kishi Natsuki Subaru | 26 giugno 2016    | 5 febbraio 2025 |
| 13       | 13 | I nobili rimangono sorpresi di sentire che Felt proviene dai bassifondi, il che provoca tensione tra loro e i Cavalieri Imperiali. Felt dichiara che non parteciperà alle elezioni reali e litiga con le altre candidate. Quando Emilia viene criticata per essere una mezzelfa, Subaru dichiara di essere il suo cavaliere, insultando accidentalmente i cavalieri di Lugunica e offendendo Julius. Rom irrompe nella sala del trono per portare via Felt, ma viene poi catturato. Nel disperato tentativo di salvarlo, Felt accetta di partecipare alle elezioni reali e dichiara che distruggerà l'attuale nazione quando vincerà. Successivamente, Julius sfida Subaru in un duello con le spade di legno per via del suo insulto ai Cavalieri Imperiali e dà una pesante batosta a Subaru. Quando Subaru si sveglia, Emilia gli dice di rimanere nella capitale per riprendersi, mentre lei e Roswaal tornano alla tenuta. Subaru però si rifiuta, così Emilia chiede il motivo per cui si è spinto a tanto per aiutarla, ma il ragazzo non è in grado di parlarle delle sue capacità di riavvolgere il tempo né di cosa sia successo nella prima linea temporale. Emilia poi accusa Subaru del fatto che cerchi di gratificarsi con il pretesto di aiutarla, credendosi indegna di essere felice perché è una mezzelfa. A questo punto Subaru perde la sua sanità mentale, e finisce per attaccare verbalmente Emilia per via delle sue esperienze nelle altre linee temporali e affermando che lei gli deve molto più di quanto possa immaginare. Incapace di comprenderlo e di fidarsi di Subaru, Emilia decide di porre fine alla loro amicizia. |                   |                 |
| 14       | 14 | La malattia chiamata disperazione 「絶望という病」 - Zetsubō to iu yamai | 3 luglio 2016     | 5 febbraio 2025 |
| 14       | 14 | Tre giorni dopo la selezione delle candidate reali, Subaru e Rem rimangono nella tenuta di Karsten affinché il ragazzo possa riprendersi. Frustrato dalla sua debolezza, Subaru si allena ossessivamente con Wilhelm van Astrea, ma mostra pochi miglioramenti. Reinhard viene a scusarsi con Subaru e gli chiede di riconciliarsi con Julius, ma Subaru si rifiuta. In seguito, Subaru e Rem vanno in città e incontrano Kadomon, il fruttivendolo, che dice che le persone non sosterranno Emilia per l'elezione reale per via del suo legame con la Strega dell'Invidia. Di notte, mentre sorseggiano una bevanda, Crusch dice a Subaru di essere più positivo mentre Felix afferma che dovrebbe trovare un modo per fare pace con Emilia. Rem poi li informa che attraverso i suoi poteri sinestetici con Ram, sta accadendo qualcosa nel dominio di Mathers. Così Subaru e Rem decidono di tornare alla tenuta di Roswaal, ma mentre soggiornano in una locanda, Rem parte durante la notte per fornire il suo aiuto da sola nella speranza di proteggere Subaru. Dopo aver appreso ciò, Subaru assume un carrettiere di nome Otto Suwen per portarlo alla tenuta, ma al calar della notte, il drago di terra di Otto si rifiuta di proseguire. Subaru scende e cammina da solo fino a quando non incontra un gruppo di persone vestite di scuro e incappucciate che lo circondano prima di scomparire. All'alba, raggiunge il villaggio di Arlam e trova cadaveri ovunque, e quando raggiunge la tenuta, è sconvolto nel vedere il corpo privo di vita di Rem. |                   |                 |
| 15       | 15 | L'aspetto della follia 「狂気の外側」 - Kyōki no sotogawa | 10 luglio 2016    | 5 febbraio 2025 |
| 15       | 15 | Subaru entra nella tenuta e la trova disseminata di cadaveri, e tra questi vi sono quelli di Ram e dei bambini che una volta aveva salvato, e alla fine trova una stanza ghiacciata e muore congelato. Torna indietro nel tempo e si ritrova alla bancarella del fruttivendolo dove abbraccia Rem e diventa catatonico. Crusch e Felix possono curarlo fisicamente ma non possono fare nulla per il suo stato psicologico. Rem e Subaru tornano a casa con un carro ma cadono in un'imboscata da parte del Culto della Strega. Mentre Rem li combatte, uno dei nemici fugge con Subaru privo di sensi. Il ragazzo quindi si ritrova incatenato e incontra il loro capo, il folle arcivescovo Betelgeuse Romanée-Conti, che lo critica per aver "finto la sua pazzia". Rem trova il loro nascondiglio e tenta di uccidere l'arcivescovo e i suoi uomini, ma senza successo. Rem viene quindi torturata da Betelgeuse e lasciata in pessime condizioni, con braccia e gambe lacerate e rotte. Betelgeuse abbandona quindi Subaru nella grotta in modo che possa morire da solo, tuttavia Rem, con le poche forze rimastele, usa una magia per spezzare le catene e poi dice a Subaru "di vivere" e che lei lo ama, poi muore. Subaru porta il corpo di Rem alla tenuta, vedendo pile di cadaveri lungo la strada. Alla fine arriva alla tenuta, prima trova Ram morta e poi Puck, che ha assunto un aspetto mostruoso, fuori dall'edificio e che dice a Subaru di "dormire insieme a sua figlia" e lo decapita. Subaru torna quindi indietro nel tempo e si ritrova alla bancarella del fruttivendolo e maledice Betelgeuse. |                   |                 |
| 16       | 16 | L'avidità di un maiale 「豚の欲望」 - Buta no yokubō | 17 luglio 2016    | 5 febbraio 2025 |
| 16       | 16 | Sapendo che il culto di Betelgeuse attaccherà la tenuta e il villaggio fra tre giorni, Subaru chiede aiuto alle altre candidate al trono. Prima chiede a Crusch, ma lei non ha nulla da guadagnarci salvando la sua rivale Emilia e non ha intenzione di aiutare Subaru che secondo lei è guidato dall'odio e dalla follia. Successivamente, chiede a Priscilla e gli viene chiesto di leccarle un piede, ignaro che si tratti di uno scherzo. Subaru obbedisce e Priscilla lo prende a calci, rimproverandolo per la mancanza di lealtà e devozione nei confronti di Emilia. Quindi per strada incontra Anastasia e procede alle trattative con quest'ultima, ma finisce per essere indotto con l'inganno a fornirle preziose informazioni riguardanti Crusch. Prima di andarsene, Anastasia dice a Subaru che capire cosa desidera l'altra persona è la chiave di una qualsiasi trattativa. Concludendo che nessuno delle altre candidate lo aiuterà, Subaru decide di tornare alla tenuta e al villaggio con Rem per far evacuare tutti. Durante il viaggio di ritorno, il carro di Otto viene avvolto dalla nebbia e incontrano la Balena Bianca che lo ha costretto a fare una deviazione durante la linea temporale precedente. Subaru nota che uno dei mercanti che li stava accompagnando è scomparso nel nulla e Otto non ha memoria alcuna di quest'ultimo. |                   |                 |
| 17       | 17 | La disgrazia estrema 「醜態の果てに」 - Shūtai no hate ni | 24 luglio 2016    | 5 febbraio 2025 |
| 17       | 17 | Con l’avvicinarsi della Balena Bianca, Rem decide di sacrificarsi per fermarla in modo tale che Subaru e Otto possano fuggire, quindi mette fuori combattimento Subaru. Quando questi si sveglia, Otto dice che non si ricorda chi sia Rem. La Balena Bianca è ancora al loro inseguimento e Subaru si rende conto che è una magibestia ed è quindi attratta da lui. Otto spinge Subaru giù dal carro e il ragazzo rischia seriamente di morire. Più tardi, Subaru trova il carro di Otto e decide di proseguire il resto della strada da solo utilizzando il suo drago di terra. La mattina seguente, gli abitanti del villaggio incontrano Subaru ma questi crolla per la fatica. Si sveglia nella tenuta insieme a Ram dopo essere stato guarito da Emilia. Quando Subaru racconta a Ram di ciò che è successo a Rem, la cameriera non ha memoria di sua sorella e quando lo riferisce ad Emilia, anche quest'ultima non si ricorda minimamente. Furioso, Subaru decide di raccontare ad Emilia del suo "Ritorno dalla Morte", ma mentre lo fa, tutto si oscura attorno a lui e delle mani tenebrose gli toccano il cuore, poi Emilia muore tra le sue braccia. Beatrice entra nella stanza e invece di uccidere Subaru, come questi in realtà si aspettava, teletrasporta lui ed Emilia fuori dalla tenuta. Arrivano Betelgeuse e il suo culto e si preparano a fare a pezzi Emilia, ma appare Puck molto arrabbiato che gli chiede cosa abbiano intenzione di fare con sua figlia. |                   |                 |
| 18       | 18 | Da zero 「ゼロから」 - Zero kara | 31 luglio 2016    | 5 febbraio 2025 |
| 18       | 18 | Puck genera un'enorme quantità di blocchi di ghiaccio, con i quali uccide tutti i cultisti, tranne Betelgeuse. Di seguito, trasformatosi in una gigantesca bestia, inizia a congelare a morte il folle arcivescovo, il quale afferma che non gli importa di morire: la sua missione è compiuta, una volta morto riceverà l'"amore" della Strega dell'Invidia. Sottolinea inoltre che la sua fede non può essere paragonata ad uno spirito che, pur vivendo in eterno, passa il tempo nell'indolenza. Disgustato, Puck lo schiaccia. Volge la sua attenzione a Subaru, dicendogli che ha commesso ben tre peccati: non ha mantenuto la promessa fatta ad Emilia di non inseguirla al castello, è tornato alla tenuta nonostante lei gli avesse intimato di rimanere lontano, e infine, ancora peggio, ha lasciato che morisse. Per questo motivo distruggerà tutto, ritenendo inutile vivere in un mondo senza Emilia. Le ultime, fredde, parole che Subaru sente da Puck sono delle recriminazioni nei suoi confronti, dove lo accusa di essere stato pigro. Ritrovatosi davanti alla bancarella nella capitale, Subaru, una volta vista Rem, la prende per mano, portandola su una balconata dove le propone di fuggire con lui, lontano da tutto. Tutto ciò che ha fatto finora non è servito a niente. Per quanto ci provi tutti attorno a lui moriranno. Sempre più sconvolto, le dice che persino prima di arrivare nel loro mondo non ha mai fatto nulla (riferendosi al suo stile di vita da hikikomori), e che per questo si odia. Rem, tuttavia, gli ricorda di tutte le cose positive che ha fatto, come l'averla salvata dalle tenebre nelle quali era sprofondata da anni, e che se anche tutti gli fossero stati contro, lei l'avrebbe sempre sostenuto. Lo incoraggia dunque a ricominciare tutto da capo, anzi, "da zero". Finalmente rincuorato, grazie a Rem, Subaru decide di tentare nuovamente a salvare Emilia.                                                                           |                   |                 |
| 19       | 19 | Battaglia contro la Balena Bianca 「白鯨攻略戦」 - Hakugei kōryaku-sen | 7 agosto 2016     | 5 febbraio 2025 |
| 19       | 19 | Nella nuova linea temporale, Subaru cambia approccio, decidendo di sconfiggere la Balena Bianca prima di inseguire il Culto della Strega. Sapendo quando la Balena Bianca colpirà dalla linea temporale precedente, Subaru offre a Crusch un'alleanza per combattere il leggendario mostro in cambio di diritti minerari condivisi di pietre magiche nel dominio di Roswaal. La giovane donna si rivela d'accordo quando Subaru usa il suo cellulare per mostrare l'ora e il luogo dell'attacco e si offre di attirare la balena verso di sè. Anche Anastasia accetta di unirsi allo scontro, considerando la presenza della balena dannosa per i suoi interessi. Crusch rimane impressionata dalla sua abilità nel raccogliere consensi e Wilhelm fa sapere a Subaru che sua moglie Theresia, la Santa della Spada, è stata uccisa proprio dalla Balena Bianca creata dalla Strega dell'Invidia e ha dedicato la sua vita a sconfiggerla. Il giorno successivo, Subaru e Rem, cavalcando un drago di terra chiamato Patrasche, con gli eserciti delle fazioni di Crusch e Anastasia, si dirigono verso l'albero di Flügel per attendere che la balena appaia. Giunta la notte, la balena fa il suo ingresso in scena nel momento esatto che aveva predetto Subaru e la grande battaglia ha inizio. |                   |                 |
| 20       | 20 | Wilhelm van Astrea 「ヴィルヘルム・ヴァン・アストレア」 - Viruherumu van Asutorea | 14 agosto 2016    | 5 febbraio 2025 |
| 20       | 20 | La battaglia con la Balena Bianca inizia con i soldati che usano gli scaccia-notte, ovvero dei cannoni magici che riescono a schiarire il cielo come se fosse giorno, per ottenere un certo vantaggio sul mostro. Subaru e Rem attirano la creatura verso di loro con gli eserciti di Crusch e Anastasia che attaccano la balena e Wilhelm che la colpisce a distanza ravvicinata sperando di farla cadere al suolo. Nonostante gli attacchi subiti, la balena continua a volare nel cielo e libera una fitta nebbia dalle ghiandole sulla sua pelle. Subaru e Rem evitano un potente getto di nebbia, poi il ragazzo comprende che quest'ultima è in grado di cancellare l'esistenza di una persona, definendola la "Nebbia dell'Oblio". Gli eserciti iniziano a perdere soldati e Subaru urla il suo "Ritorno dalla Morte" per attirare la balena verso di sé e lontano dalle truppe ferite. L'unità di Wilhelm e Ricardo segue Subaru e attacca incessantemente il mostro, ma sono costretti a fermarsi più volte in quanto Wilhelm viene inghiottito mentre Ricardo rimane gravemente ferito. Quando la nebbia comincia a diradarsi, si intravedono tre balene volare nel cielo. |                   |                 |
| 21       | 21 | Una sfida che sconfigge la disperazione 「絶望に抗う賭け」 - Zetsubō ni aragau kake | 21 agosto 2016    | 5 febbraio 2025 |
| 21       | 21 | Con l'apparizione delle tre balene, gli eserciti iniziano a demoralizzarsi. Mentre attraversa la zona circostante con Crusch e osserva gli eserciti combattere due delle balene che li stanno attaccando, Subaru nota la differenza nella forza di combattimento e e l'assenza dell'occhio sinistro in tutte e tre le creature. Questo lo porta a dedurre che due balene sono in realtà dei doppelgänger della terza che si tiene a distanza dagli eserciti e che devono sconfiggerla. Per attirare la balena a terra, Rem lancia Subaru su un frammento di ghiaccio verso la balena. Subaru la schernisce, e poi cade a terra, usando il suo odore della strega per attirarla versa di lui e l'albero di Flügel. Rem prende al volo Subaru e gli eserciti usano la magia e gli esplosivi per tagliare la base dell'albero, facendolo cadere sulla balena che è li vicino. Immobilizzata dall'albero, Wilhelm colpisce ferocemente la balena, uccidendola e vendicando la morte di Theresia, facendo così svanire le altre due. Con la sconfitta della balena, Subaru rivolge la sua attenzione al suo obiettivo originale di salvare Emilia e gli abitanti del villaggio dal Culto della Strega. Come riconoscimento per il suo coraggio, le fazioni di Crusch e Anastasia forniscono alcuni soldati e cavalieri a Subaru, tra cui Wilhelm, Felix e i fratelli Pearlbaton, per distruggere il culto, mentre i deboli e i feriti, tra cui Rem, tornano indietro. Un gruppo di mercenari di Anastasia li raggiungono per fungergli da ulteriori rinforzi, e Subaru scopre che Julius fa parte della spedizione. |                   |                 |
| 22       | 22 | Un lampo d'accidia 「怠惰一閃」 - Taida issen | 28 agosto 2016    | 5 febbraio 2025 |
| 22       | 22 | Dopo essersi un po' presi in giro, Subaru e Julius sembrano finalmente riconciliarsi. L'attacco al Culto della Strega inizia con Subaru che si avvicina a Betelgeuse usando il suo odore della strega per fargli credere che sia l'arcivescovo dell'orgoglio. Quando Betelgeuse si rende conto che Subaru non ha il Vangelo che avrebbe dovuto ricevere come Arcivescovo del Peccato, che sostiene di aver contaminato, Betelgeuse perde letteralmente la pazienza. Dopo aver abbassato la guardia, Mimì e Tivey lanciano un attacco a sorpresa per distruggere il nascondiglio e Wilhelm uccide Betelgeuse mentre il resto del gruppo insegue i dieci discepoli di Betelgeuse o dita. Tuttavia, l'anima di Betelgeuse è ancora presente in una delle dita che decide di uccidere alcuni membri della squadra di Subaru con delle Mani Invisibili. Nonostante ciò, il nemico viene distratto da un minuscolo spirito e Wilhelm coglie l'occasione per ucciderlo e salva Subaru. Quest'ultimo è sconvolto dal suo errore di valutazione che ha portato alla morte di alcuni soldati, ma Wilhelm gli dice di continuare a combattere. Mentre Otto e la sua gilda mercantile attraversano la zona per far evacuare le persone dalla tenuta e dal villaggio, Felix dice a Subaru di fare pace con Julius. Quando Subaru si avvicina a Julius, rimane improvvisamente solo sulla strada avvolto da una nebbia blu e Ram appare su un altopiano con in mano un fiore blu. |                   |                 |
| 23       | 23 | Nefasta accidia 「悪辣なる怠惰」 - Akuratsu naru taida | 4 settembre 2016  | 5 febbraio 2025 |
| 23       | 23 | Subaru si ritrova avvolto in una nebbia blu e viene attaccato da alcune piante, ma viene salvato dall'illusione dallo stesso minuscolo spirito chiamato La che Julius aveva messo sul ragazzo per proteggerlo. Dopo che Julius ha liberato il resto dei soldati e dei mercanti dall'incantesimo, Subaru viene attaccato da Ram che pensa che abbia abbandonato Emilia. Chiarito l'equivoco, Subaru cerca di iniziare l'evacuazione degli abitanti del villaggio. Tuttavia quest'ultimi diffidano di lui ed Emilia, ma interviene Ram che li convince ad andarsene. Durante l'evacuazione, Felix scopre che un mercante fa parte del Culto della Strega e si autodistrugge, mettendo fuori combattimento Subaru. Quando questi si sveglia, si rende conto che il villaggio è sotto attacco da parte del Culto della Strega e che il potere dell'Arcivescovo dell'Accidia può essere trasferito ad altre dita che sono tra i mercanti. Nell'affrontare l'ultimo dito, arriva Emilia che lo sconfigge. Dopo la battaglia, quando La abbandona improvvisamente Subaru, questi va nel panico e corre nella foresta. Felix e Julius lo inseguono, ma scoprono che il corpo di Subaru è stato posseduto da Betelgeuse. Subaru resiste abbastanza a lungo da chiedere a Felix e Julius di ucciderlo. I due accettano di porre fine alla sua vita, seppure con forte riluttanza, e Julius lo ammazza, mentre al villaggio Emilia sente un rumore provenire dalla foresta, non comprendendo però di cosa si tratti. |                   |                 |
| 24       | 24 | Il cavaliere autoproclamato e il cavaliere più gentile 「自称騎士と最優の騎士」 - Jishō kishi to saiyū no kishi | 11 settembre 2016 | 5 febbraio 2025 |
| 24       | 24 | Dopo essere morto, Subaru torna sorprendentemente alla mattina dopo la battaglia della Balena Bianca mentre si tiene ancora la riunione strategica. Ora consapevole che il culto può possedere le altre persone, formula una nuova strategia per togliere di mezzo le dita prima di inseguire lo stesso Betelguese. Wilhelm fa un salto alla tenuta per chiarire l'equivoco e ordinare l'evacuazione del villaggio. Quindi Subaru, indossando un mantello per mascherare la sua identità, sopraggiunge anche lui alla tenuta e informa Emilia dell'imminente attacco e la convince a portare a termine l'evacuazione. Sapendo che ci sono delle spie tra i mercanti, Subaru ne mette fuori gioco una e la informa che il loro piano di distruzione del villaggio partirà con due ore di ritardo, poi la spia viene arrestata. Subaru incontra Betelguese nel suo nascondiglio offrendosi di affrontare la prova per unirsi al culto e diventare il ricettacolo per la strega. Quando a Subaru viene chiesto di mostrare il suo Vangelo, mostra il metia che ha preso dalla spia per iniziare l'attacco a sorpresa. Subaru corre via in groppa a Patrasche, con Betelguese e le restanti dita all'inseguimento. Mimì e Tivey arrivano per sconfiggere le dita e Subaru attira Betelguese verso il fondo dell'altopiano da cui è saltato in una sequenza temporale precedente. Arriva così Julius che attacca Betelguese, aiutato dall'abilità di Subaru di vedere le Mani Invisibili. |                   |                 |
| 25       | 25 | E questa è la storia 「ただそれだけの物語」 - Tada sore dake no monogatari | 18 settembre 2016 | 5 febbraio 2025 |
| 25       | 25 | Julius combatte Betelguese utilizzando le arti dello spirito per vedere le Mani Invisibili attraverso gli occhi di Subaru. Betelguese tenta ancora una volta di possedere il corpo di Subaru, tuttavia questa volta il ragazzo parla del suo "Ritorno dalla Morte" per far entrare in contatto l'arcivescovo con lo spirito di Satella, e dopo essere stato rifiutato dalla strega, Betelguese perde il controllo su Subaru e viene infine ucciso. Tornato al villaggio dal resto del gruppo, Subaru viene a sapere che le pietre magiche del fuoco che erano nell'inventario dei mercanti sono state messe nel carro che trasporta Emilia e i bambini e perciò devono essere rimosse al più presto prima che esplodano. Otto si offre così di scortare Subaru da Emilia per salvarla in tempo. Ritorna inaspettatamente Betelguese, il cui corpo è ora tenuto insieme dalle Mani Invisibili. Subaru dà fuoco a Betelguese usando lo spirito di Julius, La, quindi scrive "la fine" nel suo Vangelo facendo morire definitivamente l'arcivescovo. Raggiunto in tempo il carro di Emilia, Subaru trova le pietre magiche nella parte inferiore del mezzo, poi li porta con Patrasche alla carcassa della Balena Bianca alla base dell'albero di Flügel e li lancia al suo interno. Viene così innescata una massiccia esplosione e il ragazzo perde i sensi, ma viene protetto dal suo drago di terra. Alcune ore dopo, Subaru si sveglia in grembo a Emilia e spiega i suoi sentimenti e le ragioni per volerla salvare anche se lei dice che non ha fatto nulla per lui. Quando confessa il suo amore per lei, Emilia, piangendo lacrime di gioia, ringrazia Subaru per averla salvata. |                   |                 |

### Seconda stagione
| Nº serie                   | Nº | Titolo italiano Giapponese 「Kanji」 - Rōmaji | In onda           | In onda        |
| Nº serie                   | Nº | Titolo italiano Giapponese 「Kanji」 - Rōmaji | Giapponese        | Italiano       |
| Prima parte (13 episodi)   |    | |                   |                |
| 26                         | 1  | A ciascuno la sua promessa 「それぞれの誓い」 - Sorezore no chikai | 8 luglio 2020     | 23 aprile 2025 |
| 26                         | 1  | Dopo la battaglia con il Culto della Strega, Subaru inizia a tornare al maniero di Crusch con Emilia, quando scopre, con suo orrore, che tutti hanno dimenticato Rem. In precedenza, quest'ultima e Crusch sono cadute vittima di un'imboscata da parte di Lye Batenkaitos e Regulus Corneus, rispettivamente gli Arcivescovi del Peccato della Gola e dell'Avidità. Nonostante le due abbiano combattuto ferocemente contro i loro aggressori, escono entrambe sconfitte dallo scontro e la loro esistenza viene divorata da Lye. Ciò fa cadere Rem in coma, e tutti tranne Subaru non si ricordano più di lei, mentre Crusch soffre di amnesia. Dopo aver appreso cosa è successo, Subaru, decisamente devastato dal dolore, si suicida nella speranza di tornare indietro nel tempo prima dell'imboscata con l'intento di impedire il suo avvenimento. In seguito, Subaru partecipa a un incontro con Emilia, Crusch, Felix e Wilhelm. Dopo un'accesa discussione, decidono di continuare la loro alleanza. Dopo la conversazione, Emilia conforta Subaru mentre piange per Rem. |                   |                |
| 27                         | 2  | Il prossimo luogo 「次なる場所」 - Tsuginaru basho | 15 luglio 2020    | 23 aprile 2025 |
| 27                         | 2  | Subaru ed Emilia tornano al maniero di Roswaal con Otto e Rem in coma. Lì incontrano Frederica, un'ex cameriera che è tornata su richiesta di Ram, e Petra, una paesana di Arlam che ha appena iniziato a svolgere tale mansione come apprendista. Mentre Frederica chiacchiera con Emilia, Subaru cerca Beatrice per farle delle domande riguardo al Vangelo di Betelgeuse. Tuttavia, lei gli dice di andare in un luogo chiamato Santuario per avere delle risposte; Frederica rivela che anche Roswaal si trova attualmente lì con Ram e gli abitanti evacuati del villaggio di Arlam. Emilia, Subaru e Otto decidono così di dirigersi al Santuario. Frederica spiega che è circondato da una barriera che lo isola dal mondo esterno e dà a Emilia un cristallo per aprirla. Quando arrivano al Santuario, il cristallo si illumina ed Emilia perde i sensi, costringendo Subaru a strapparglielo di dosso. Viene quindi teletrasportato nel mezzo di una foresta dove trova una ragazza elfa che fugge subito dopo averlo visto. Subaru le dà la caccia ma perde le sue tracce e vede alcune rovine. Dopo aver deciso di ispezionarle, Subaru viene nuovamente teletrasportato in un'altra zona, questa volta in una pianura dove incontra una donna che si presenta come la Strega dell'Avidità: Echidna. |                   |                |
| 28                         | 3  | Un incontro a lungo atteso 「待ちかねた再会」 - Machikaneta saikai | 22 luglio 2020    | 23 aprile 2025 |
| 28                         | 3  | Subaru scopre di essere finito in uno spazio mentale che ospita l'anima di Echidna, poi quest'ultima lo invita a prendere un tè con lei. Tuttavia, dopo essersi consultati per un po' in cerca di informazioni, alla fine il ragazzo ricorda il suo obiettivo e se ne va. Poco dopo si risveglia nuovamente tra le rovine e viene attaccato dal guardiano del Santuario, Garfiel, ma quando menziona di conoscere Frederica, il suo aggressore si placa. Subaru si incontra con gli altri e Garfiel li scorta da Roswaal e Ram. Roswaal rivela che la barriera del Santuario racchiude al suo interno i mezzosangue, come Emilia, e che l'unico modo per spezzarla è superare una prova; Roswaal ha provato ad affrontarla ma è stato rifiutato in quanto non è un mezzosangue. Garfiel rivela quindi che gli abitanti del Santuario hanno preso in ostaggio quelli del villaggio di Arlam e chiedono a Emilia di affrontare la prova, cosa che lei accetta. Calata la sera, Emilia viene accettata per partecipare alla prova e si reca all'interno delle rovine, ma notando che qualcosa non va, Subaru decide di raggiungerla. Dopo essere stato autorizzato ad entrare nel medesimo luogo da Echidna, Subaru perde i sensi poco dopo essere entrato fra le rovine e quando si risveglia si ritrova inspiegabilmente in Giappone. |                   |                |
| 29                         | 4  | Genitori e figli 「親子」 - Oyako | 29 luglio 2020    | 23 aprile 2025 |
| 29                         | 4  | Subaru si ritrova in Giappone senza i suoi ricordi di Lugunica e torna ad essere un hikikomori. Ogni giorno suo padre, Kenichi, e sua madre, Naoko, cercano di incoraggiarlo a tornare a scuola, ma senza successo. Durante questo frangente, Subaru si ritrova ad avere mal di testa ogni volta che cerca di fuggire dai suoi problemi. Notando che qualcosa non va, Kenichi porta suo figlio a fare una passeggiata con lui. Alla fine si scopre che i mal di testa sono i ricordi repressi di Subaru e, dopo aver ricordato tutto, confessa a suo padre i propri problemi e le sue insicurezze; crescendo, Subaru è sempre stato paragonato a suo padre ma si è trovato incapace di essere all'altezza di quest'immagine, lasciandolo senza una sua identità. Subaru dice a suo padre che voleva che lo abbandonasse, ma gli assicura anche che ha finalmente trovato delle persone che lo accettano per quello che è, e i due si riconciliano. Il giorno successivo, Subaru si prepara per andare a scuola e sua madre gli augura ogni bene, il che lo rattrista poiché ha dedotto che questo mondo è un'illusione e che probabilmente non vedrà mai più i suoi genitori. Subaru poi va a scuola, dove trova Echidna che lo aspetta. |                   |                |
| 30                         | 5  | Un passo avanti 「踏み出した一歩」 - Fumidashita ippo | 5 agosto 2020     | 23 aprile 2025 |
| 30                         | 5  | Echidna si congratula con Subaru per aver completato la prima prova, superando il suo passato e rivela che ce ne sono altre due. Poi il ragazzo si sveglia accanto ad Emilia all'interno delle rovine e la mezzelfa soffre improvvisamente di un esaurimento nervoso dovuto al fallito della prova. Subaru la riporta alla loro residenza nel Santuario dove lui, Otto e Garfiel cercano di trovare a un modo per aggirare la barriera. Tuttavia, viene detto loro dall'anziana del Santuario, Ryuzu, ovvero la ragazza elfa vista in precedenza nella foresta, che l'unico modo per farlo è superare tutte le prove. Il giorno successivo, Emilia prova ancora una volta nell'impresa ma non riesce a superare le prove, sebbene adesso faccia maggiore affidamento su Subaru in assenza di Puck, che è scomparso da quando sono arrivati al Santuario. Subaru in seguito ha una conversazione con Roswaal e si arrabbia quando quest'ultimo rivela che la sua inattività riguardo al Culto della Strega era dovuta al fatto che desiderava che Subaru si prendesse il merito, ignaro di quanti tentativi ci siano voluti per arrivare a quel punto. Diversi giorni dopo, Subaru convince i residenti del Santuario a lasciare andare gli abitanti di Arlam mentre Emilia rimane indietro per superare le prove. Tuttavia, al ritorno alla residenza di Roswaal, Subaru trova la tenuta deserta e viene improvvisamente pugnalato allo stomaco e scopre che la responsabile di tutto ciò è Elsa. |                   |                |
| 31                         | 6  | Il Vangelo della fanciulla 「少女の福音」 - Shōjo no fukuin | 12 agosto 2020    | 23 aprile 2025 |
| 31                         | 6  | Tornato in vita al cimitero del Santuario, Subaru conforta ancora una volta Emilia in lacrime e propone l'idea di completare lui stesso le altre prove al suo posto. In netto contrasto con la sequenza temporale precedente, il suo piano viene accolto con disgusto da Garfiel e delusione da Emilia, che pensa che lui non si fidi abbastanza di lei. Subaru confida a Roswaal il suo piano di tornare il prima possibile alla tenuta per parlare con Frederica; Roswaal offre così Ram come sua accompagnatrice. Mentre sono per strada, Ram inizia ad avere vaghi ricordi di eventi passati, portando Subaru a parlarle di Rem. Una volta arrivati, Subaru accompagna Ram da Rem, quindi cerca di strappare delle informazioni a Frederica sul motivo per cui ha dato loro la pietra del teletrasporto. Frederica però si rifiuta di rispondergli per via del suo giuramento. All'improvviso appare Elsa, che tiene Petra in ostaggio, costringendo i tre a salvarla e fuggire. Frederica si trasforma in una bestia per combattere Elsa, mentre gli altri vanno a salvare Rem, va vengono attaccati da una magibestia. Alla fine, tutti tranne Subaru vengono uccisi, poi questi rimane solo con Elsa. Cerca di farle dire chi sia il suo mandante, ma lei dà solo dei vaghi indizi senza scendere nei particolari. Mentre sta per ucciderlo, il ragazzo entra nella stanza di Rem per proteggerla, ma finisce involontariamente in quella di Beatrice, dove reagisce in preda al terrore. |                   |                |
| 32                         | 7  | Amici 「ユージン」 - Yūjin | 19 agosto 2020    | 23 aprile 2025 |
| 32                         | 7  | Subaru si arrabbia con Beatrice per averlo salvato e tenta il suicidio in modo che possa ricominciare la sequenza temporale da capo, ma lei lo ferma. Poi nota che lei ha quello che sembra essere un Vangelo del Culto della Strega e la interroga ma poi Beatrice afferma che tutto ciò che ha fatto per lui era sotto gli ordini del libro. Successivamente Elsa li trova e uccide Subaru. Dopo il respawn, Subaru progetta ancora una volta di intraprendere la prova al posto di Emilia e propone il suo piano in privato a Garfiel e Ryuzu. Tuttavia, poiché l'odore della strega intorno a lui è aumentato dai recenti respawn, credono che sia un cultista della strega e lo prendono prigioniero. Alla fine Otto lo trova e rivela che lui e Ram hanno un piano di fuga. Mentre Subaru mette in dubbio le sue motivazioni per averlo aiutato, Otto rivela che lo ha fatto perché sono "amici". |                   |                |
| 33                         | 8  | Il valore della vita 「命の価値」 - Inochi no kachi | 26 agosto 2020    | 23 aprile 2025 |
| 33                         | 8  | Nonostante Otto e Ram insistano per fuggire, Subaru decide di parlare prima con Roswaal riguardo a Beatrice. Roswaal rivela che quello che ha Beatrice non è un Vangelo ma bensì uno dei due volumi che si avvicinano al Libro della Saggezza, ovvero dei testi magici che raccontano al lettore il loro futuro, e che Subaru deve dirle che lui è "quella persona", e ciò finisce per confondere molto lo stesso ragazzo. In seguito Garfiel trova Subaru, Ram e Otto nella foresta e il primo è costretto a fuggire sul suo drago di terra, Patrasche. Mentre Ram tiene a bada Garfiel, Otto e gli abitanti del villaggio di Arlam aiutano Subaru a fuggire, tuttavia Garfiel lo raggiunge in poco tempo dopo aver ucciso tutti gli altri. Subaru riesce ad attraversare la barriera ma viene teletrasportato dal cristallo di Frederica e perde i sensi. Successivamente si risveglia al Santuario e trova l'area completamente abbandonata e congelata, poi gli viene tesa un'imboscata da un'orda di conigli magibestia che lo divorano. Dopo il respawn, Subaru è traumatizzato dall'essere stato mangiato vivo e finisce per incontrare nuovamente Echidna. Questa rivela di sapere cosa sia il suo Ritorno dalla Morte e Subaru scopre che può parlarne liberamente nel suo spazio. Dopo aver confermato ciò, Subaru si sfoga, finalmente in grado di parlare di tutto ciò che ha passato, mentre Echidna lo conforta. |                   |                |
| 34                         | 9  | Ti amo ti amo ti amo ti amo ti amo ti amo 「らぶらぶらぶらぶらぶらぶゆー」 - Rabu Rabu Rabu Rabu Rabu Rabu Yū | 2 settembre 2020  | 23 aprile 2025 |
| 34                         | 9  | Echidna afferma che i conigli magibestia che ha incontrato non sono altri che il Grande Coniglio, una delle tre grandi magibestie della Strega della Gola, Daphne. Inoltre rivela che anche le altre Streghe del Peccato risiedono nel suo spazio e offre a Subaru un'udienza con Daphne. Tuttavia, al suo posto appare la Strega della Superbia, Typhon, che frantuma il suo corpo per vedere se è "cattivo", ma viene poi guarito dalla Strega dell'Ira, Minerva, e in seguito appare finalmente Daphne. Mentre discutono principalmente della moralità della creazione delle sue magibestie, Daphne rivela che il Grande Coniglio è attratto da forti quantità di mana. Dopo aver ottenuto tutte le informazioni possibili, Subaru si congeda. Dopo essersi svegliato rimane però inorridito nello scoprire che come punizione per aver parlato del Ritorno dalla Morte, Satella ha posseduto Emilia e ucciso quasi tutti i presenti nel Santuario. Quindi inizia a divorarlo con il suo odore, ma viene salvato da Garfiel. Nel frattempo, Roswaal, mentre viene divorato dall'odore, commenta che Subaru dovrà impegnarsi di più "la prossima volta", mentre tiene in mano un libro misterioso. |                   |                |
| 35                         | 10 | So com'è fatto l'Inferno 「地獄なら知っている」 - Jigoku nara shitte iru | 9 settembre 2020  | 23 aprile 2025 |
| 35                         | 10 | Garfiel lancia un contrattacco contro Satella con un esercito di cloni di Ryuzu, ma fallisce e viene ucciso. Satella riesce poi a far impazzire Subaru con il suo odore, ma lui riesce a sfuggirle suicidandosi. Dopo il respawn, Subaru si preoccupa per Emilia ed è felice di vedere che è ancora se stessa. In seguito Subaru si allontana per esplorare il Santuario e scopre un laboratorio abbandonato dove trova la Ryuzu Meyer originale in animazione sospesa. Parla così con Ryuzu che spiega che i cloni sono stati creati da Echidna come parte di un esperimento sull'immortalità. Rivela anche che aver incontrato Echidna rende Subaru un "Apostolo dell'Avidità", dandogli il pieno comando sui cloni. Dopodiché, Subaru rincuora Emilia e la convince a dipendere da lui. La mattina seguente, Subaru parte presto per recarsi alla tenuta di Roswaal, ma viene fermato da Garfiel. Tuttavia, avendo appreso da Echidna che le vite del Ritorno dalla Morte sono infinite, non ha paura di Garfiel e riesce a superare la barriera senza problemi. Dopo aver raggiunto la tenuta, Subaru chiede rapidamente a Frederica e Petra di prendere Rem con loro ed evacuare la residenza, poi si reca da Beatrice. |                   |                |
| 36                         | 11 | Il sapore della morte 「死の味」 - Shi no aji | 16 settembre 2020 | 23 aprile 2025 |
| 36                         | 11 | Subaru prende il Libro della Saggezza da Beatrice e scopre che le pagine sono vuote e lei rivela che ha un contratto per attendere "quella persona" che la sottoporrà alla morte. Tuttavia, la loro discussione viene interrotta dall'arrivo di Elsa. Subaru prende Beatrice con sé e fugge via, ma viene intercettato dalla domatrice di magibestie, Maylie, che ha già ucciso gli abitanti del villaggio di Arlam. Beatrice decide quindi di combattere e apparentemente uccide Elsa, ma in qualche modo questa torna in vita e la pugnala alla schiena. Prima che Beatrice muoia, usa il cristallo di Frederica per teletrasportare Subaru al Santuario. All'arrivo, Subaru scopre che sta nevicando e che Emilia è impazzita per aver ripetutamente fallito la prova. Poi Garfiel gli dice di chiedere ad Emilia di fermare la neve, ma Subaru deduce che tutto ciò è opera di Roswaal e quindi si recano entrambi da quest'ultimo per parlargli. Roswaal però uccide Garfiel e Ram poi rivela di essere in possesso del secondo Libro della Saggezza e afferma di sapere che Subaru ha viaggiato nel tempo. Intanto arriva il Grande Coniglio che inizia ad attaccarli e Roswaal si lascia uccidere mentre Subaru sopravvive abbastanza a lungo da raggiungere Emilia e morire tra le sue braccia. |                   |                |
| 37                         | 12 | Un tè in compagnia delle streghe 「魔女たちの茶会」 - Majo-tachi no chakai | 23 settembre 2020 | 23 aprile 2025 |
| 37                         | 12 | Dopo il respawn, Subaru perde le speranze e decide di consultare Echidna. Tuttavia, con sua grande sorpresa, viene sottoposto alla seconda prova, in cui vede diversi scenari in cui gli altri personaggi reagiscono alle sue numerose morti che lo fanno impazzire ancora di più. Ad un certo punto però, Rem appare inspiegabilmente davanti a lui e lo calma. Subaru però si rende conto che qualcosa non va e viene rivelato che la persona di prima era in realtà la Strega della Lussuria, Carmilla, inviata da Echidna a finché questa potesse calmare il ragazzo. In seguito Echidna spiega la situazione a Subaru e si offre di fare un contratto con lui che gli permetterebbe di consultarsi con lei in qualsiasi momento. Mentre sta per accettare, le altre streghe lo interrompono e lo avvertono di non fidarsi di Echidna. Quest'ultima, di tutta risposta, si rivolge a Subaru rivelando che il suo desiderio è il suo Ritorno dalla Morte e che è stata lei a mettere Beatrice nella biblioteca in attesa di "quella persona", che però non esiste. Rendendosi conto che Echidna è una sociopatica, Subaru taglia i rapporti con lei, ma viene poi sorpreso dall'arrivo improvviso di Satella. |                   |                |
| 38                         | 13 | I suoni che fanno venire voglia di piangere 「泣きたくなる音」 - Nakitaku naru oto | 30 settembre 2020 | 23 aprile 2025 |
| 38                         | 13 | Satella dice a Subaru che dovrebbe imparare ad amarsi di più. Tuttavia, sentire queste parole dalla persona responsabile della sua sofferenza lo fa scattare, declamando come la sua vita non abbia importanza e poi tenta il suicidio per uscire da questa situazione. Minerva lo riporta in vita e Carmilla gli ricorda come le persone si sono addolorate per lui nella seconda prova, facendolo rinsavire. Avendo riacquistato la sua paura della morte, Subaru ringrazia le streghe prima di separarsi da loro, infine Satella gli ricorda che quando arriverà il momento dovrà "ucciderla". Poco dopo Subaru si sveglia e viene confortato da Patrasche e Otto e scopre che non può più sostenere le prove. Si reca quindi da Roswaal e dopo aver confermato di conoscere i rispettivi segreti, Roswaal esprime la sua delusione nei confronti di Subaru per non aver ancora sfruttato appieno la sua capacità di riavvolgere il tempo. Rivela inoltre di aver assunto Elsa con lo scopo di plasmare Subaru a sua immagine; Subaru può salvare solamente la tenuta o il Santuario, non entrambi. Rendendosi conto che Roswaal è un pazzo, Subaru fugge finché non viene fermato da Otto, che si rende conto che qualcosa non va, e gli dice di smetterla di affrontare i suoi problemi da solo. |                   |                |
| Seconda parte (12 episodi) |    | |                   |                |
| 39                         | 14 | Scommessa vincente 「STRAIGHT BET」 | 6 gennaio 2021    | 26 giugno 2025 |
| 39                         | 14 | Otto convince Subaru a lasciarsi aiutare da lui, e dopo avergli raccontato tutto ciò che sa, i due escogitano un piano. Il giorno successivo, Subaru fa una scommessa con Roswaal: se lui riuscirà a salvare sia il Santuario che la sua tenuta in questa linea temporale, Roswaal dovrà rinunciare al suo Libro della Saggezza. Roswaal afferma di essere d'accordo a patto che se sarà lui a vincere allora Subaru dovrà seguire le istruzioni del libro. Dopo aver parlato con Ryuzu riguardo a Garfiel, Subaru trova Emilia e lei gli racconta del suo passato: Puck la trovò congelata nel ghiaccio e i due hanno vissuto una vita in totale isolamento finché Roswaal non li ha incontrati. Sempre quest'ultimo gli promise che avrebbe salvato i suoi compagni elfi, che sono stati trasformati in sculture di ghiaccio, se avesse vinto la selezione reale. Tuttavia, la mezzelfa non riesce a ricordare nulla prima di questi eventi. Subaru riesce a far apparire Puck e questi rivela che il suo contratto sta sopprimendo i ricordi di Emilia. Così, ritenendo che non abbia più bisogno di lui, lo spirito rompe il cristallo in cui risiede e scompare. Sopraffatta dal dolore, Emilia scappa via e gli abitanti di Arlam iniziano a cercarla. Garfiel decide di dare una mano con le ricerche, ma scopre anche che Subaru sta tramando qualcosa e finisce per incontrare Otto. Nel frattempo, Emilia si nasconde tra le rovine ma viene presto raggiunta da Subaru. |                   |                |
| 40                         | 15 | Otto Suwen 「オットー・スーウェン」 - Ottō SūwenUna ragione per credere 「信じる理由」 - Shinjiru riyū | 13 gennaio 2021   | 26 giugno 2025 |
| 40                         | 15 | Otto tiene a bada Garfiel convincendolo a inseguirlo e usa la sua capacità di parlare con gli animali per tendergli delle trappole. Mentre fugge, Otto ricorda il suo passato da emarginato a causa delle sue capacità. Successivamente diventò un mercante sempre in giro per il mondo ma ad un certo punto gli fu tesa un'imboscata dai membri del Culto della Strega che lo fecero prigioniero ma fu poi salvato dai compagni di Subaru. Garfiel alla fine riesce a bloccare Otto, ma Ram viene in sua difesa e ne segue uno scontro. Nel frattempo, alle rovine, Emilia chiede a Subaru di rimproverarla per essere scappata. Rendendosi conto che Emilia soffre di un grave pregiudizio di negatività verso se stessa, Subaru le confessa i suoi sentimenti. Tuttavia, lei crede che lui voglia vedere solo la sua immagine ideale e non quella reale, quindi il ragazzo le dice che è consapevole dei suoi difetti ma la ama nonostante ciò. In seguito si baciano ed Emilia trova finalmente il coraggio di credere in se stessa. Poco dopo, i due escono dalle rovine e scoprono che Garfiel li sta aspettando. |                   |                |
| 41                         | 16 | Nessuno può sollevare una pietra quain da solo 「クウェインの石は一人じゃ上がらない」 - Kuwein no ishi wa hitori ja agaranai | 20 gennaio 2021   | 26 giugno 2025 |
| 41                         | 16 | Subaru si rende conto che l'aggressività di Garfiel è nata dalla sua insicurezza riguardo al motivo della partenza di sua madre dal Santuario. Garfiel crede che sua madre abbia lasciato il Santuario 10 anni prima perché preferiva trovare una vita migliore fuori, piuttosto che stare con lui e Frederica. Garfiel rivela di aver assistito alla morte di sua madre in una frana mentre stava lasciando il Santuario, e che questo è il motivo per cui si oppone così veementemente alla missione di Subaru per liberarlo. Usando il potere "Invisible Providence" del Fattore della Strega, Subaru è in grado di battere Garfiel in un combattimento uno contro uno. A questo punto, Ram convince Garfiel ad affrontare il suo passato e riprendere la prova. Durante quest'ultima, Garfiel scopre che sua madre ha effettivamente lasciato il Santuario per trovare suo padre; accettando la verità del suo passato, fa pace con Subaru. Mentre Emilia si prepara a riprendere la sua prova, Subaru promette di andare ad un vero appuntamento con Emilia dopo che tutto sarà finito. Mentre Emilia inizia la prova, Echidna la accoglie come la "Figlia della Strega". |                   |                |
| 42                         | 17 | Un viaggio fra i ricordi 「記憶の旅路」 - Kioku no tabiji | 27 gennaio 2021   | 26 giugno 2025 |
| 42                         | 17 | Accompagnata da Echidna, Emilia viene circondata da ricordi onirici della sua infanzia. Le vengono immediatamente presentate scene della Stanza della Principessa, la sua casa d'infanzia nella foresta, così come sua zia, Mamma Fortuna, che la sta crescendo in assenza dei suoi genitori. La giovane Emilia segue uno spirito minore nel villaggio vicino per osservare Mamma Fortuna, che parla con Betelgeuse e altri cultisti della strega mentre questi donano a loro libri e vestiti. Betelgeuse chiede a Fortuna del "sigillo" e afferma che i genitori di Emilia sarebbero arrabbiati se gli succedesse qualcosa. Di tanto in tanto Emilia esce di soppiatto dalla Stanza della Principessa, continuando a origliare Fortuna e Betelgeuse, che chiede ripetutamente del sigillo. Curiosa di scoprire cosa sia il sigillo, Emilia chiede agli spiriti minori di condurla ad esso e trova una grande porta nera in una radura innevata. Betelgeuse e Fortuna si incrociano con Emilia nella foresta, cementando uno stretto rapporto tra loro. Fortuna viene a sapere della capacità di Emilia di usare le arti dello spirito e Betelgeuse dice accidentalmente che i genitori di Emilia sono morti. Fortuna promette ad Emilia che un giorno parleranno dei suoi genitori. Mentre scortano Emilia nella Stanza della Principessa, si trovano improvvisamente di fronte all'Arcivescovo del Peccato dell'Avidità, Regulus Corneus. |                   |                |
| 43                         | 18 | Il giorno in cui Betelgeuse rise 「平家星の笑った日」 - Heikeboshi no waratta hi | 3 febbraio 2021   | 26 giugno 2025 |
| 43                         | 18 | Fuori dal cimitero, Ryuzu Shima rivela a Subaru e al resto del gruppo che anche lei ha affrontato la prova e ha alcuni dei ricordi della Ryuzu Meyer originale. Molte generazioni prima, Ryuzu fece amicizia con Beatrice e trascorse del tempo con lei mentre sua "madre", Echidna, era impegnata in varie faccende. Durante questo periodo, incontrò anche un giovane Roswaal. Intanto nella prova di Emilia, Fortuna e Betelgeuse cercano di proteggere la giovane Emilia da Regulus, accompagnato da Pandora, una ragazza dai capelli bianchi che è alla ricerca della "chiave" e del "sigillo". Betelgeuse dice a Fortuna di scappare con Emilia mentre lui li tiene a bada. Apre una scatola maledetta e gli viene concessa la possibilità di usare le sue mani invisibili nella sua lotta contro Regulus. Vedendo ciò, Pandora gli concede il titolo di "Accidia" in riconoscimento della sua determinazione. Echidna quindi convince l'Emilia del presente ad affrontare il suo passato, così le due finiscono per vedere dove sono finite la giovane Emilia e Fortuna. Riconoscendo la necessità di ricongiungersi a Betelguese, Fortuna chiede ad Arch di portare in salvo Emilia. Prima di separarsi, dice alla giovane Emilia che non la lascerà mai e che non sarà mai sola, ed entrambe le Emilia si mettono a piangere. Mentre Arch ed Emilia corrono nella foresta, il primo viene attaccato dal Serpente Nero e rimane ferito, così riesce a convincere la bambina a continuare a correre da sola mentre lui soccombe a causa dell'infezione inflittagli. Mentre Fortuna si unisce a Betelguese, Pandora esorta Regulus a calmarsi ma questi sembra uccidere Pandora in un attacco di rabbia. All'improvviso Pandora riappare dal nulla e manda via Regulus. Pensando a un modo per aiutare Betelguese e Fortuna, Emilia torna alla porta del sigillo, ma trova Pandora ad attenderla. |                   |                |
| 44                         | 19 | Il permafrost della Foresta di Elior 「エリオール大森林の永久凍土」 - Eriōru dai shinrin no eikyū tōdo | 10 febbraio 2021  | 26 giugno 2025 |
| 44                         | 19 | Pandora rivela a Emilia che, in quanto figlia della strega, possiede la chiave per sbloccare il sigillo e cerca di convincerla ad aprirlo per lei. Nonostante Pandora abbia promesso di non arrecare alcun danno agli abitanti della foresta nel caso Emilia dovesse aprire il sigillo, Emilia si rifiuta perché ha fatto una promessa a Mamma Fortuna. Poco dopo sopraggiunge Fortuna che conforta Emilia mentre combatte contro Pandora. In seguito arriva anche Betelguese per assisterla nel combattimento, ma accecato dalla rabbia, attacca accidentalmente e mortalmente Fortuna. Quest'ultima, ormai in punto di morte, si scusa con il fratello per non aver fatto abbastanza per sua figlia, mentre Emilia la perdona in lacrime. Nel frattempo, Betelguese impazzisce dopo aver compreso ciò che ha fatto, e Pandora inizia ad elogiare le sue azioni affermando che ha fatto tutto ciò per amore. Il profondo dolore di Emilia le fa perdere il controllo della sua magia mentre tenta di uccidere Pandora, e alla fine congela l'intera foresta. Prima che la mezzelfa cada in un sonno profondo, Pandora cancella il suo ricordo dalla mente di Emilia e poi scompare con Betelguese. Conclusa la prova, Emilia si riconcilia con le azioni del suo passato e riconosce le decisioni che ha preso in quel momento; lottare per salvare i suoi amici e la sua famiglia e dare loro un mondo in cui possano vivere felici. Echidna sostiene che il suo sogno sia ottimista e egoista, e Emilia conferma la cosa dicendo di credere in se stessa. Echidna le dice poi che ha superato la prova ed Emilia si sveglia nel tempio e piange per sua madre. Subaru, Otto e Garfiel vanno a parlare con Roswaal, e Otto viene riconosciuto come un contributore apparentemente insignificante della profezia che ha permesso ha Subaru di riscrivere "il gioco" e ciò gli ha fatto guadagnare il suo rispetto. Subaru quindi chiede a Roswaal di arrendersi perché ora conosce il vero scopo del Santuario. |                   |                |
| 45                         | 20 | Il principio del Santuario e il principio della fine 「聖域の始まりと、崩壊の始まり」 - Seiiki no hajimari to, hōkai no hajimari | 17 febbraio 2021  | 26 giugno 2025 |
| 45                         | 20 | In passato, Roswaal viene salvato durante il suo "periodo di espulsione della magia" da Echidna, diventando suo allievo e innamorandosi di lei. Sviluppa uno stretto legame con la donna e aiuta Beatrice e Ryuzu a prendersi cura del Santuario. Un giorno, arriva il "Demone della Malinconia", e ciò porta Roswaal a preoccuparsi su cosa fare poiché la barriera del Santuario è ancora incompleta. Ryuzu, ringraziando Echidna per averla salvata, si offre volontaria per fungere da nucleo per erigere la barriera a costo della propria vita. Roswaal ed Echidna guadagnano tempo affrontando Hector, permettendo a Beatrice di portare Ryuzu al nucleo, dove quest'ultima si rende presto conto che dovrà sacrificarsi. Beatrice cerca di convincerla a non farlo, ma Ryuzu decide di andare fino in fondo e le due si salutano in lacrime. Nel presente, Subaru chiede a Roswaal di annullare l'attacco alla tenuta, ma lui rifiuta, credendo che un paio di piccole modifiche non siano sufficienti per sovrascrivere la volontà del Libro della Saggezza. Roswaal discute con Subaru sulla sua convinzione che i sentimenti siano una debolezza e come nessuno possa cambiare, spiegando che è diventato ossessionato dal suo amore per Echidna. Accusa Subaru di essere proprio come lui perché entrambi fanno leva sui rispettivi ideali sulle donne che amano, anche se Subaru nega la cosa e difende Emilia. Nel frattempo Emilia lascia il cimitero e incontra Ram, che l'attendeva. |                   |                |
| 46                         | 21 | L'incontro dei ruggiti 「咆哮の再会」 - Hōkō no saikai | 24 febbraio 2021  | 26 giugno 2025 |
| 46                         | 21 | Dopo che i negoziati con Roswaal sono falliti, Subaru, Otto e Garfiel hanno in programma di tornare alla tenuta per fermare Elsa. Garfiel rivela di avere un padre di sangue misto e una madre umana e quindi anche lui può lasciare il Santuario quando desidera. Ram racconta a Emilia dei piani di Subaru e le chiede di salvare Roswaal dalle sue ossessive delusioni e poco dopo quest'ultimo si presenta sulla scena. Roswaal afferma che lui e Subaru sono molto simili in quanto fanno leva sui propri ideali sfruttandola, ma Emilia lo sorprende. Ricordando la sua precedente conversazione con Subaru, Emilia dice a Roswaal che il ragazzo la ama nonostante i suoi difetti e la cosa finisce per sconvolgere Roswaal. Mentre Emilia torna indietro per iniziare la seconda prova, Roswaal se ne va mentre ordina a Ram di aspettare che Emilia finisca ciò che deve fare. Quest'ultima però disobbedisce e lo raggiunge poco dopo davanti al cristallo di Ryuzu, mentre lui brandisce il Libro della Saggezza, Roswaal rivela che ha intenzione di usare il mana in eccesso immagazzinato nel cristallo per far nevicare (evocando così il Grande Coniglio), e si aspetta che Ram voglia combatterlo dopo che lui l'ha resa sua schiava a seguito dell'attacco dei membri del Culto della Strega che bruciarono il suo villaggio sotto suo ordine. Tuttavia, Ram afferma che vuole salvarlo dalle delusioni di Echidna e rivela anche la sua carta vincente, l'assistenza di Puck, e i tre si preparano a combattere. Alla tenuta, Elsa inizia ad attaccare Petra e Frederica, ma arriva Garfiel armato che ne approfitta per riunirsi con sua sorella. Mentre si prepara a combattere Elsa, Petra viene accolta da Subaru che la rassicura, poi il ragazzo parte alla ricerca di Beatrice. |                   |                |
| 47                         | 22 | Felicità riflessa sulla superficie dell'acqua 「水面に映る幸せ」 - Minamo ni utsuru shiawase | 3 marzo 2021      | 26 giugno 2025 |
| 47                         | 22 | Mentre Garfiel ed Elsa si affrontano in un combattimento, Subaru parla con Beatrice nella sua biblioteca. Quest'ultima afferma che dal momento che la sua morte è stata predetta nel Libro della Saggezza, è soddisfatta di sapere che questo sia lo scopo della sua vita. Subaru cerca di dare un senso alla sua esistenza, consigliandole di lasciarsi alle spalle la promessa fatta ad Echidna e vivere finalmente per se stessa. Quando lei gli chiede se è "quella persona", lui dice di no, ma prima che possa chiarire la questione, lei lo caccia istintivamente fuori dalla sua stanza. In seguito, Subaru si riunisce con Otto, Petra e Frederica (che porta con sè Rem), e incontrano Maylie. Frederica rimane indietro per combatterla mentre gli altri si dirigono verso un passaggio segreto nel tentativo di fuggire ma vengono fermati dalla magibestia guiltylowe. Nel frattempo, Emilia affronta la seconda prova dove finisce in un presente alternativo, dove vive felicemente nella sua foresta con Fortuna e Betelgeuse. Dopo aver fatto un picnic in cui dice loro di essere più aperti sui loro reciproci sentimenti, ha una conversazione con Arch. Gli dice che manterrà la sua determinazione nell'essere una persona ammirevole come tutti coloro che si sono presi cura di lei, sia nel passato che nel presente, e che desidera aiutare gli altri. Arch, ora sostituito da Echidna, viene ringraziata da Emilia per averle mostrato questo mondo alternativo. Echidna la guarda in maniera depressa, dicendole in lacrime che la odia prima di scomparire. Emilia esce finalmente fuori e scopre che sia gli abitanti del villaggio che i semiumani credono in lei e la incoraggiano. Così Emilia entra nuovamente nel cimitero per affrontare la terza e ultima prova, pronta ad affrontare "il disastro che la attende". |                   |                |
| 48                         | 23 | Ama anche il mio sangue e le mie interiora 「血と臓物まで愛して」 - Chi to zōmotsu made aishite | 10 marzo 2021     | 26 giugno 2025 |
| 48                         | 23 | Subaru, aiutato da Otto e Petra, riesce a sconfiggere la magibestia guiltylowe ma la tenuta viene data alle fiamme. Subaru parte alla ricerca di Beatrice mentre Otto e Petra escono dall'edificio. Intanto al cimitero, Emilia affronta la terza prova, dove viene sottoposta a una serie di visioni e voci provenienti da potenziali futuri. In seguito, si ritrova da sola nello spazio di Echidna, e alle sue spalle appare Minerva, che le dice di non girarsi e che Echidna è troppo sconvolta per incontrarla. Durante la loro conversazione, Minerva menziona brevemente la madre di Emilia, senza però rivelare ulteriori dettagli. Prima di andarsene, Emilia dice alla strega che la prossima volta che si vedranno prenderanno un tè tutte quante insieme. Emilia si sveglia, si reca alla tomba di Echidna, ora accessibile, e annulla l'incantesimo che alimenta la barriera. Una volta uscita dal cimitero, trova il Santuario avvolto da una bufera di neve. Nel frattempo alla tenuta, Garfiel rivela di sapere che Elsa è un vampiro e, nonostante la sua quasi invulnerabilità, può essere uccisa. La donna rivela la sua storia passata, sostenendo che una volta viveva da sola al freddo e che ad un certo punto scoprì che l'unico modo per provare calore era quello di vedere il sangue e le budella altrui. Durante il combattimento, Elsa viene distratta da Frederica che porta via Maylie e viene attaccata da Garfiel, poi i due iniziano a mordersi a vicenda sul collo. Garfiel finisce poi ucciderla schiacciandola sotto il cadavere del Cinghialotto di Pietra. Nel frattempo al Santuario, Puck e Ram continuano il loro scontro con Roswaal. Durante il combattimento questi rivela di aver intenzionalmente fatto un incantesimo al contratto tra Emilia e Puck prima che entrassero al Santuario in modo da scoraggiarla durante le prove. Ram confessa di amare Roswaal e che desidera salvarlo, finendo per sconcertare il suo interlocutore. Riesce poi a rubare il suo Libro della Saggezza, gettandolo nel fuoco, e Roswaal, decisamente furioso, crea una potentissima esplosione di fuoco che coinvolge Ram. |                   |                |
| 49                         | 24 | Scegli me 「俺を選べ」 - Ore o erabe | 17 marzo 2021     | 26 giugno 2025 |
| 49                         | 24 | La neve inizia a cadere sul Santuario e Puck si rende conto che Roswaal aveva attivato l'incantesimo per cambiare il clima prima del loro combattimento. Puck se ne va per guadagnare tempo in modo da aiutare gli altri mentre Roswaal rimane indietro cercando di curare Ram prima di sensi. Emilia trova una grande scultura di ghiaccio che protegge gli abitanti del villaggio dalla neve e scopre che Puck ha usato la maggior parte della sua magia per salvarli. Mentre si fa strada per salvarli, incontra i cloni di Ryuzu, poi Shima si fonde con la Ryuzu Meyer originale. Emilia e i cloni trovano Roswaal e Ram e li portano in salvo, poi la mezzelfa decide di combattere l'orda del Grande Coniglio che ha già fatto la sua apparizione. Intanto alla tenuta in fiamme, Beatrice riflette sulla sua vita, ricordando di quando Echidna le ordinò di vegliare sulla Biblioteca Proibita, i suoi incontri con le molte generazioni dei Mathers e l'attesa di "quella persona", che lei pensa possa essere Subaru. Quest'ultimo torna nella biblioteca e cerca di convincerla nuovamente a prendergli la mano e unirsi a lui. Quando la biblioteca inizia ad essere avvolta dalle fiamme, lei caccia di nuovo fuori il ragazzo dalla stanza poiché si è rifiutato di dirle la bugia che desiderava sentire. Subaru però rientra un'ultima volta nella biblioteca dopo aver trovato l'ultima porta non aperta della tenuta e chiede a Beatrice di sceglierlo. Il ragazzo sostiene che anche se lui non potrà vivere quanto lei, non la lascerà mai sola e sarà sempre al suo fianco in futuro. Dalla tenuta appare improvvisamente una luce abbagliante che si dirige in cielo, e viene confermato che Beatrice ha preso la mano di Subaru. I due poi arrivano velocemente al Santuario per affiancare Emilia nella battaglia finale contro il Grande Coniglio. |                   |                |
| 50                         | 25 | Passi incerti al chiaro di luna 「月下、出鱈目なステップ」 - Gekka, detarame na Suteppu | 24 marzo 2021     | 26 giugno 2025 |
| 50                         | 25 | Dopo aver suggellato un contratto, Subaru e Beatrice collaborano con Emilia per combinare i loro poteri per intrappolare il Grande Coniglio. Beatrice sigilla le magibestie in un'altra dimensione usando l'incantesimo Al Shamac, salvando il Santuario. Beatrice e Roswaal visitano quindi la tomba di Echidna, e qui il secondo rivela di essere in realtà il Roswaal originale e che ha capito come utilizzare la trascrizione dell'anima in ciascuno dei suoi antenati. Nel frattempo, Subaru ed Emilia si rincontrano all'esterno, e lei crede erroneamente di essere incinta per via del loro bacio. La maggior parte del gruppo inizia a prendere a pugni Roswaal a turno come punizione per tutto ciò che ha fatto, poi cercano di negoziare su cosa fare successivamente dato che Subaru sa bene che avranno ancora bisogno del suo supporto in futuro. Roswaal rivela che per via della scommessa che ha fatto con Subaru ha di conseguenza stretto un giuramento e che nel caso dovesse tradire lui e il suo gruppo morirà a causa di una maledizione. Alla fine accettano di credergli, anche se alcuni lo fanno con riluttanza; Emilia poi lo convince a scusarsi. Successivamente, tutti quanti partecipano a una cerimonia in cui Subaru viene formalmente nominato cavaliere al servizio di Emilia. Roswaal rivela a Subaru che ha intenzione di trovare un modo per far ritornare in vita Echidna. Dato che adesso non ha più il suo Libro della Saggezza, esprime la sua fede in Subaru e minaccia di fare terra bruciata attorno a sé nel caso il ragazzo dovesse perdere qualcuno. Dopo questa conversazione, Subaru si reca sul balcone da solo e viene raggiunto da Emilia e qui i due riaffermano la loro fiducia reciproca prima di riunirsi ai festeggiamenti. |                   |                |

### Terza stagione
| Nº serie                  | Nº | Titolo italiano Giapponese 「Kanji」 - Rōmaji | In onda          | In onda |
| Nº serie                  | Nº | Titolo italiano Giapponese 「Kanji」 - Rōmaji | Giapponese       |         |
| Prima parte (8 episodi)   |    | |                  |         |
| 51                        | 1  | Malvagità melodrammatica 「劇場型悪意」 - Gekijō-gata akui | 2 ottobre 2024   |         |
| 51                        | 1  | Un anno dopo gli eventi del Santuario, la fazione di Emilia viene invitata da quella di Anastasia a Priestella, la "Città delle Dighe", insieme ai gruppi di Felt e Crusch, invogliati da un cristallo magico per far rivivere Puck. Arrivata in città con Subaru, Beatrice, Otto e Garfiel, Emilia viene informata di recarsi alla Società Muse per ottenere la pietra. Subaru si lega alla barda locale Liliana Masquerade, il che impedisce a Emilia di concludere l'affare a causa dell'infatuazione del mercante per la Cantastorie. Dopo essersi riuniti con le altre fazioni, tra cui Julius, Reinhard, Felix e Wilhelm, rimangono sorpresi quando si presenza la fazione di Priscilla, e tra questi vi è Heinkel Astrea, il padre di Reinhard. Questo fa si che Subaru venga a conoscenza del rapporto teso di Wilhelm con Reinhard, che ha ingiustamente incolpato della morte della moglie. Nel frattempo, beffato dalle visioni di Elsa, Garfiel vaga per la città con la seguace di Anastasia, Mimi, quando si imbatte casualmente in sua madre, che è ancora viva. Più tardi, Subaru, Emilia e Beatrice incontrano Liliana che si esibisce con Priscilla, che è affezionata alla Cantastorie. Tuttavia, dopo aver lasciato il gruppo, Subaru si trova di fronte all'Arcivescovo del Peccato dell'Ira, Sirius Romanée-Conti, che predica alla folla prima di far morire un bambino, uccidendo inspiegabilmente anche il pubblico. Di conseguenza, Subaru ritorna al momento dell'incontro con Liliana e Priscilla. |                  |         |
| 52                        | 2  | La fine tra ghiaccio e fuoco 「氷炎の結末」 - Hien no ketsumatsu | 9 ottobre 2024   |         |
| 52                        | 2  | Avendo pochi minuti a disposizione, Subaru si precipita nel luogo in cui Sirius apparirà per salvare Lusbel, il bambino tenuto in ostaggio, solo per scoprire che l'Arcivescovo del Peccato ha catturato anche la sua amica Tina. Sirius arriva e sopraffà facilmente Subaru, uccidendolo. Tornato indietro nel tempo, Subaru si rende conto di non essere all'altezza di Sirius e cerca l'aiuto di Reinhard, convincendo il seguace di Felt, Rachins, a convocarlo. Tuttavia, mentre Reinhard arriva rapidamente e uccide facilmente Sirius, inspiegabilmente tutti gli altri muoiono nello stesso identico modo, compreso Subaru. Tornato indietro per la terza volta, Subaru informa privatamente Beatrice dell'imminente attacco e i due studiano una contromisura contro la capacità di Sirius di condividere i danni. Avendo notato le loro azioni, Emilia li raggiunge e insiste per aiutarli, cosa che Subaru permette con riluttanza. Dopo aver affrontato Sirius, l'Arcivescovo del Peccato si infuria alla vista di Emilia e la combatte mentre Subaru e Beatrice salvano Lusbel. Sirius sembra immolare Emilia cogliendola di sorpresa e usando Tina come ostaggio. Tuttavia, pur avendo perso i sensi, Emilia viene salvata da un altro Arcivescovo del Peccato, Regulus Corneus, che intende prenderla come 79ª moglie. |                  |         |
| 53                        | 3  | Gorgeous Tiger 「ゴージャス・タイガー」 - Gōjasu Taigā | 16 ottobre 2024  |         |
| 53                        | 3  | Alle porte della città, Otto incontro l'Arcivescovo del Peccato della Gola, Lye Batenkaitos. Nel frattempo, Subaru cerca di salvare Emilia da Regulus usando l'incantesimo Provvidenza Invisibile, ma fallisce. Tuttavia, Sirius si concentra su di lui, credendo che Subaru sia Betelguese. Gli Arcivescovi se ne vanno secondo le istruzioni del Vangelo e Regulus ferisce gravemente Subaru, che viene copiato da tutti gli altri presenti nell'area sotto il controllo di Sirius. Altrove, dopo aver interagito con la nuova famiglia di sua madre, Garfiel scopre che lei ha un'amnesia dopo che il suo attuale marito l'ha salvata da una frana. Più tardi, Subaru si risveglia in un rifugio sotterraneo, accudito da Al e Felix, e apprende che Beatrice ha usato quasi tutto il suo mana per guarire i feriti. Raggiunto da Crusch, Anastasia e Wilhelm, viene informato che il Culto della Strega ha preso il controllo delle quattro torri che circondano la città e che l'Arcivescovo del Peccato, Capella Emerada Lugunica, minaccia di inondarla se non riceverà i resti della strega sepolta sotto la città. Contemporaneamente, Garfiel incontra di nuovo sua madre, preoccupata per la sua famiglia scomparsa, e le promette che la troverà. |                  |         |
| 54                        | 4  | Operazione "Riconquista del Centro Amministrativo" 「都市庁舎奪還作戦」 - Toshi chōsha dakkan sakusen | 23 ottobre 2024  |         |
| 54                        | 4  | In città, Heinkel tiene in ostaggio Felt per impedire a Reinhard di andarsene. Alla base della Società Muse, Subaru e il gruppo discutono della potenziale relazione di Capella con la Emerada Lugunica di cinquant'anni fa e del fatto che i resti della strega sono conosciuti solo dal Concilio dei Dieci, compreso Kiritaka, il capo della Muse. Garfiel arriva portando con sè Mimi insanguinata, a causa di un incontro con due cultisti della strega, una donna e un uomo con quattro braccia, e Mimi ha una ferita che non si rimargina, che Wilhelm riconosce. Dopo che Kiritaka rivela che i resti della strega non possono essere rimossi, altrimenti distruggeranno la città, e dopo aver appreso che Capella ha diversi ostaggi, progettano un contrattacco per riprendere il controllo del municipio, a cui si aggiungono Julius e Ricardo; Al si allontana per cercare Priscilla. Il gruppo combatte contro i cultisti della strega, mentre Capella, trasformata in drago, appare per schernirli prima di andarsene. Subaru, Crusch e Julius la inseguono e si imbattono nell'Arcivescovo del Peccato della Gola, Roy Alphard. Nel frattempo, Emilia si sveglia nuda in un letto e viene accolta da Regulus, che le chiede se è vergine. |                  |         |
| 55                        | 5  | Un torrente di fango 「濁流」 - Dakuryū | 30 ottobre 2024  |         |
| 55                        | 5  | Regulus è felice dell'ignoranza di Emilia riguardo la verginità e le presenta una delle sue mogli, la "Numero 184". Julius rimane a combattere Roy, mentre Subaru e Crusch si dirigono verso il municipio, sottomettendo rapidamente un drago e salvando un ostaggio. Subaru è scioccato nel trovare una stanza invasa da mosche giganti, proprio mentre Crusch viene messa al tappeto dall'ostaggio, che rivela di essere Capella, che ha il potere di trasformare se stessa e gli altri. Si trasforma in Emilia per prendere in giro l'idea di amore di Subaru, gli strappa la gamba ferita e procede a dare a lui e a Crusch un po' del suo sangue di drago. Nel frattempo, Kiritaka non riesce a mettersi in contatto con il Concilio dei Dieci, quando la Società Muse viene attaccata da Sirius. Anastasia riesce a fuggire grazie ai suoi seguaci e alla guardia personale di Kiritaka, le Scaglie del Drago Bianco. Altrove, Otto usa i suoi poteri per provocare una distrazione che permette a Reinhard di salvare Felt da Heinkel. Proprio in quel momento, le porte dell'acqua vengono improvvisamente aperte e la città inizia ad allagarsi. Il drago trasformato tenta di volare via con Crusch e Subaru, ma l'attacco di Capella fa precipitare Subaru in acqua. Mentre Emilia osserva la devastazione, Capella annuncia altre tre richieste: il Libro della Saggezza, lo spirito artificiale e di non interferire con l'imminente matrimonio. |                  |         |
| 56                        | 6  | Le richieste del cavaliere 「騎士の条件」 - Kishi no jōken | 6 novembre 2024  |         |
| 56                        | 6  | 184 dice a Emilia che se cercherà di fuggire il Culto della Strega riaprirà le porte della città causando un altro diluvio. Subaru si risveglia dopo essere stato salvato dall'inondazione da Priscilla e Liliana ed è scioccato nello scoprire che la sua gamba è completamente guarita e ha proprietà rigenerative, grazie al sangue di drago che gli ha fornito Capella. Priscilla lo informa delle nuove richieste, proprio mentre un gruppo di semibelve che si è scatenato sulla città. I due entrano in un rifugio per gli abitanti, dove i civili sono in preda al panico a causa dell'Autorità dell'Ira, ma Liliana canta per loro, rivelando di avere il potere di annullare l'Autorità. Altrove, mentre prova il suo abito da sposa con Regulus, quest'ultimo sfoga la sua rabbia su 184, quasi uccidendola, facendo si che Emilia rimanga scioccata dal fatto che 184 non mostri alcuna emozione. Subaru si riunisce al gruppo e apprende che, pur avendo perso la Società Muse, hanno riconquistato il municipio, ma anche che Crusch sta soffrendo molto a causa del sangue di drago. Subaru informa Anastasia e Julius che Beatrice è uno spirito artificiale e che il Libro della Saggezza è stato distrutto. Mentre discutono su come gestire i disordini nei rifugiati con poche vittime, Subaru dichiara il suo desiderio di salvare tutti, sconfiggere i loro nemici e raggiungere il loro lieto fine. Nel frattempo, Emilia spia Regulus, che sta discutendo con Capella tramite un metia, apprendendo che non erano responsabili dell'apertura delle paratie. Una volta che Regulus è uscito dalla stanza, Emilia entra dentro e cerca di usare il metia e si ritrova inaspettatamente in collegamento con Al. |                  |         |
| 57                        | 7  | Il più nuovo degli eroi e il più antico degli eroi 「最も新しい英雄と最も古い英雄」 - Mottomo atarashī eiyū to mottomo furui eiyū | 13 novembre 2024 |         |
| 57                        | 7  | Al trova un metia da un cultista della strega, chiamando inavvertitamente Emilia che lo informa della posizione di Regulus e Capella. Consegna il suo messaggio a Subaru e al gruppo, a cui si è aggiunto Garfiel, presso il municipio, proprio mentre Subaru intende usare un gigantesco metia per combattere l'Autorità dell'Ira che colpisce la città, trasmettendo a tutti un messaggio di speranza. Garfiel si offre volontario per Subaru, appoggiato da tutti gli altri; Al esprime le sue preoccupazioni per il fatto che Subaru si assuma una tale responsabilità, convincendolo ala fine ad accettare. Nel frattempo, Emilia apprende da 184 che Regulus ha ucciso tutti coloro che la conoscevano e tutte le altre mogli, in nome della sua possessività. Subaru tiene un discorso sincero e d'impatto alla città, parlando delle sue insicurezze, ma della sua ferma volontà di salvare tutti e sventare le minacce, che riesce a raggiungere tutti i civili e ad alleviare parte della loro ansia. Emilia esprime la sua fiducia in Subaru e il suo desiderio di aiutare 184, mentre il resto del gruppo nel municipio esprime la sua approvazione per il discorso di Subaru. Proprio mentre stanno per riprendere la pianificazione del contrattacco, vengono raggiunti da Otto e Reinhard. |                  |         |
| 58                        | 8  | La persona di cui un giorno mi innamorerò 「いつか好きになる人」 - Itsuka sukininaru hito | 20 novembre 2024 |         |
| 58                        | 8  | Mentre si discute delle richieste del Culto della Strega, Otto rivela di essere entrato in possesso dei resti bruciati del Libro della Saggezza e di averlo portato in città per farlo restaurare; in segreto dice a Subaru che desidera usarlo come prova futura contro qualsiasi piano segreto di Roswaal. Subaru visita Crusch risvegliata e sofferente, ma quando la tocca, parte della sua infezione viene guarita e trasferita al suo braccio destro; lei lo ferma prima che possa fare di più, permettendogli di proseguire la sua missione. Wilhelm rivela a Subaru l'identità dei due cultisti della strega, i corpi resuscitati di Kurgan "Otto Braccia", il più forte spadaccino dell'Impero di Vollachia, e di sua moglie, la precedente Santo della Spada Theresia van Astrea. Rivela inoltre che Theresia ha perso la sua protezione divina, trasferita a Reinhard, durante la battaglia con la Balena Bianca, che l'ha portata alla morte. Il gruppo viene presto raggiunto da Priscilla e Liliana, che si offre volontaria per affrontare Sirius, utilizzando il canto di Liliana per contrastare l'Autorità dell'Ira. Wilhelm e Garfiel sono incaricati di affrontare Capella, Kurgan e Theresia, Reinhard e Subaru di affrontare Regulus pe salvare Emilia mentre Julius e Ricardo di rintracciare Gola. Alla chiesa, Regulus dà inizio alla cerimonia, durante la quale Emilia lo affronta sui suoi sentimenti, facendolo infuriare sempre di più. Prima che possa reagire, Subaru e Reinhard sfondano la porta e si presentano, per la gioia di Emilia. |                  |         |
| Seconda parte (8 episodi) |    | |                  |         |
| 59                        | 9  | Scontro caotico 「混戦都市」 - Konsen toshi | 5 febbraio 2025  |         |
| 59                        | 9  | Mentre Priscilla si prepara al fianco di Liliana per affrontare Sirius, affida la protezione del municipio ad Al e comunica a Liliana che qualcuno, oltre al Culto della Strega, sta dando la caccia al Concilio dei Dieci. Gafiel e Wilhelm trovano Capella e il cultisti cadavere e combattono rispettivamente con Kurgan e Theresia. Nella chiesa, Regulus impedisce a Subaru e Reinhard di attaccarlo minacciando di uccidere le sue moglie e, quando inizia a soffocare Emilia, Reinhard si arrende. Reinhard è costretto a subire un attacco mortale che inizialmente lo uccide, ma si rianima rapidamente grazie alla sua protezione divina e si vendica. Otto si imbatte in Felt e nei cavalieri della città che affrontano Lye, rendendosi conto che ci sono due Arcivescovi del Peccato della Gola; inizia a distrarlo dopo aver saputo che vuole trovare Subaru. Altrove, Julius e Ricardo trovano Roy e ingaggiano una battaglia. Mentre Reinhard continua a combattere contro Regulus, Subaru ed Emilia tentano di portare in salvo 184 e le altre mogli, che però rifiutano per paura di incorrere nell'ira di Regulus. Subaru ed Emilia si uniscono alla battaglia per capire come funziona l'invincibilità di Regulus. Nel frattempo, Garfiel e Kurgan vengono schiacciati da una massa di carne lasciata da Capella, mentre il vero arcivescovo si presenta dinanzi a Crusch e Felix. |                  |         |
| 60                        | 10 | Il piano per sconfiggere Avidità 「強欲攻略戦」 - Gōyoku kōryaku-sen | 12 febbraio 2025 |         |
| 60                        | 10 | Capella provoca Felix ad attaccarla e, dopo aver dichiarato di non avere idea di come curare il sangue di drago, la finta Crusch si rivela essere Anastasia mascherata che fa cadere Capella in una trappola nei tunnel sotterranei, dove Al la sta aspettando. Nel frattempo, Subaru, Emilia e Reinhard tentano più volte di ferire Regulus, che però rimane sempre illeso. Nel tentativo di dedurre qualche informazione, Emilia dice che le mogli si riferivano a lui come il "Piccolo Re"; Subaru capisce allora che tutti gli Arcivescovi prendono il nome da stella della Terra ("Regulus" significa "piccolo re" in latino). Altrove, Sirius mette quasi subito Liliana sotto il suo incantesimo, inducendo Priscilla a baciarla per liberarla. Sirius attira verso di loro un gruppo di civili a cui è stato fatto il lavaggio del cervello, così Priscilla incarica Liliana di spezzare l'incantesimo mentre lei la combatte. Sirius è impressionata dalla resistenza di Priscilla nei suoi confronti, ma riesce a farla arrabbiare menzionando i nomi di Iris e il Re delle Spine, permettendole di sferrare un colpo diretto. Nel frattempo, dopo che Emilia ha affermato di non aver sentito la temperatura corporea di Regulus quando l'ha toccata, Subaru fa in modo che Reinhard confermi che il suo cuore non batte, per poi essere lanciato in alto nell'atmosfera. Con questa consapevolezza, Subaru elabora un piano, lasciando che Emilia fugga dallo scontro mentre lui rivela con sicurezza a Regulus il potere della sua Autorità: "Cuor di Leone", ovvero la capacità di congelare il tempo per il suo corpo.                                                                                                |                  |         |
| 61                        | 11 | Liliana Masquerade 「リリアナ・マスカレード」 - Ririana Masukarēdo | 19 febbraio 2025 |         |
| 61                        | 11 | Priscilla sopravvive indenne all'attacco di Sirius, rivelando il suo potere di trasferire qualsiasi danno a se stessa su uno dei suoi oggetti di valore. Sirius tenta di riaffermare il suo desiderio di "comprensione reciproca" con tutti, ma quando Liliana le fa notare l'assurdità della cosa, la sua facciata viene a meno e si vendica con rabbia. Mentre Priscilla continua a combattere, Liliana raggiunge la cima della torre per cantare la sua canzone ai civili sottoposti al lavaggio del cervello. Riflette sulla sua vita, quando è cresciuta con la sua famiglia in una compagnia itinerante e, non soddisfatta dei suoi contribuiti, si è messa in proprio per diventare la "regina dei bardi". Viaggia di città in città con scarso successo, scoprendo anche che i suoi genitori si sono trasferiti con un nuovo figlio, e quasi si arrende per la stanchezza, finché non riceve l'ispirazione per una canzone che viene accolta calorosamente, e che alla fine la porta a incontrare Kiritaka a Priestella. La canzone di Liliana riesce a liberare tutti i civili; in preda alla rabbia, Sirius tenta di usare nuovamente Tina come ostaggio, ma Priscilla salva facilmente la ragazza, e colpisce Sirius, facendola cadere nel canale. Liliana cade nel lago dopo la distruzione della torre e viene salvata da Kiritaka prima di svenire. Nel frattempo, mentre Subaru continua la sua spiegazione sull'Autorità di Regulus, deduce che le sue mogli sono collegate al suo "Piccolo Regno" e affida a Emilia il compito di reciderlo. |                  |         |
| 62                        | 12 | Regulus Corneas 「レグルス・コルニアス」 - Regurusu Koruniasu | 26 febbraio 2025 |         |
| 62                        | 12 | Arrivata alla chiesa, Emilia convince le mogli di Regulus ad aiutarla a sconfiggerlo, facendo loro ammettere quanto lo odiano; "Numero 184" rivela anche il suo vero nome, Sylphy. Emilia scopre che il ruolo delle mogli nel potere di Regulus: egli collega il suo cuore con il loro, permettendogli di fermare il tempo su se stesso senza conseguenze. Giunte alla conclusione che la sconfitta di Regulus richiede la loro morte, le moglie si preparano a suicidarsi. Emilia, però, le mette in criosonno con la sua magia. Torna quindi al fianco di Subaru, ma l'Autorità di Regulus è ancora in vigore, poiché Emilia è considerata una delle sue mogli. Ricordando le sue esperienze con Betelguese e Satella, Subaru usa la Mano Invisibile per distruggere la connessione tra i cuori di Emilia e Regulus, rendendolo finalmente vulnerabile. Preso dal panico, Regulus sfida i due a un duello uno contro uno, ma si ritrova dinanzi Reinhard, appena tornato dalla luna e che accetta la sua sfida. Il Santo della Spada fa volare l'Arcivescovo del Peccato nel cielo prima di colpirlo di nuovo, facendolo precipitare in un buco. Mentre è in punto di more, Regulus riconosce Emilia come la bambina che aveva visto cento anni prima e la maledice, anche se lei non si ricorda di lui, pur avendo una vaga sensazione di familiarità. Infine, Emilia libera dal ghiaccio le mogli, che ora sono finalmente libere dal suo controllo. |                  |         |
| 63                        | 13 | L'apprezzamento del guerriero 「戦士の称賛」 - Senshi no shōsan | 5 marzo 2025     |         |
| 63                        | 13 | Mentre combatte contro Lye, Otto viene a sapere che il gruppo di Felt era alla ricerca di un potente metia, quindi accetta di rimanere con i cavalieri della città per tenerlo occupato mentre Felt lo recupera. Altrove, Capella rivela ad Al di aver dedotto che è lui il responsabile dell'apertura delle paratie e dell'ucciso del Concilio dei Dieci, sconvolgendo i suoi piani. Cerca di farlo arrabbiare trasformandosi in Priscilla, ma lui le taglia la testa e distrugge il suo corpo, che si rigenera nuovamente. Nel frattempo, Garfiel continua a combattere contro Kurgan, ma viene sopraffatto dal guerriero, ulteriormente distratto dalle sua visioni di Elsa. Sconfitto nelle catacombe, Garfiel ricorda una conversazione con Wilhelm sulla vita di Kurgan nell'Impero di Vollachia e su come egli brandisca le sue spade Sventrademoni solo contro gli avversari che rispetta, cosa che Garfiel intende fargli fare. La battaglia li porta in un rifugio, dove si trovano i suoi fratellastri, e Garfiel supera le illusioni di Elsa dopo aver sconfitto una semibestia. I civili fanno il tifo per il successo di Garfiel, dandogli fiducia e guadagnando il rispetto di Kurgan, che scatena tutte le sue Sventrademoni. Dopo che i due si sono brutalmente colpiti, Kurgan riacquista brevemente coscienza per dire a Garfiel "I miei complimenti" mentre si sgretola. Nel frattempo, Wilhelm continua la sua battaglia contro Theresia in una situazione di stallo. |                  |         |
| 64                        | 14 | Theresia van Astrea 「テレシア・ヴァン・アストレア」 - Tereshia van Asutorea | 12 marzo 2025    |         |
| 64                        | 14 | Mentre combattono, Wilhelm cerca di far ragionare Theresia, ma viene colto di sorpresa e sconfitto quando Heinkel si imbatte in loro. Tuttavia, Reinhard arriva prima che Theresia possa ucciderli e la sconfigge all'istante. Theresia rievoca la sua vita: non amando la violenza, inizialmente rifiuta la sua vocazione dopo aver ricevuto la protezione divina del Santo della Spada, ma accetta a malincuore quando i suoi parenti muoiono combattendo al suo posto, finché non incontra Wilhelm che la sostituisce. In seguito, i due mettono su famiglia e vivono felici per molti anni, finché non appare la Balena Bianca e Heinkel convince Theresia a unirsi a un gruppo per sottometterla, nonostante le proteste di Wilhelm. Tuttavia, l'assalto fallisce quando la sua Protezione Divina viene trasferita a Reinhard e lei viene prontamente uccisa da Pandora. Theresia si risveglia nel presente tra le braccia di Wilhelm e i due si confessano reciprocamente il loro amore, mentre lei passa nuovamente a miglior vita. Heinkel cerca di rimproverare Reinhard per l'uccisione della nonna, ma il Santo della Spada si mostra indifferente. Ciò spinge Wilhelm a congedare Reinhard dopo aver raccolto le ceneri di Theresia, lasciando dietro di sé Heinkel frustrato per i recenti eventi. |                  |         |
| 65                        | 15 | Un banchetto raccapricciante 「醜悪なる晩餐会」 - Shūakunaru bansankai | 19 marzo 2025    |         |
| 65                        | 15 | Otto e i cavalieri della città continuano ad affrontare Lye, mentre Roy mette in difficoltà Julius e Ricardo con la sua maestria nella spada, nelle arti marziali e nella magia. Roy disturba ulteriormente Julius chiamandolo continuamente "fratello" e facendo riferimento a un evento passato che non ricorda. Nel frattempo, Al attiva la trappola testa a Capella, facendole crollare l'intero municipio addosso. All'esterno si riunisce con Anastasia e Felix, insospettendosi quando scopre che Anastasia ha usato una magia in precedenza. Capella si ripresenta davanti a loro, ma dichiara la sua intenzione di ritirarsi, cosa che Anastasia deduce essere dovuta al Vangelo. Prima di andarsene, la ragazza scatena diverse semibestie contro di loro, costringendoli a fuggire fino all'arrivo di Reinhard per eliminarle. Otto deduce che l'abilità sovrumana di Lye è il risultato dell'ottenimento delle capacità di chiunque consumi con la sua Autorità. Lye dimostra la sua Gola a uno dei cavalieri della città, cancellando istantaneamente la sua memoria a tutti. Dopo essere sopravvissuto ad altri attacchi, Lye sta per torturare Otto per costringerlo a rivelare il suo nome, quando improvvisamente interviene Beatrice, risvegliatasi dal suo sonno. Lye rivela sorprendentemente di conoscere già il suo nome, imitando Rem, facendo capire che devono sconfiggerlo subito per evitare che Subaru lo incontri. |                  |         |
| 66                        | 16 | La conclusione della battaglia di Priestella 「プリステラ攻防戦リザルト」 - Purisutera kōbōsen Rizaruto | 26 marzo 2025    |         |
| 66                        | 16 | Beatrice tiene a bada Lye, alimentando i suoi incantesimi con i cristalli magici che le stati regalati da Al, finché non arriva Felt con la loro arma segreta: lo scettro di Echidna. Lye tenta di mangiare il nome di Felt, ma ha una convulsione e rivela che "Felt" non è il suo nome di nascita. Cogliendo l'occasione, Beatrice attiva lo scettro e sprigiona un raggio magico che ferisce gravemente Lye. Tuttavia, prima che possano finirlo, appare un terzo Arcivescovo del Peccato, Louise Arned, che li costringe a lasciar fuggire lei e i suoi fratelli, ponendo fine alla battaglia di Priestella. Dopo essersi riuniti con Beatrice, Garfiel e Otto, Subaru ed Emilia si incontrano con gli altri accampamenti. Decidono di chiedere a Emilia di mettere in criosonno le vittime di Lussuria fino a quando non troveranno una cura, mentre Sirius, che è stata catturata, dovrà essere trasportata nella capitale per essere interrogata. Subaru tenta di ottenere delle informazioni utili da Sirius, ma lei afferma di non essere interessata agli obiettivi del Culto e di voler solo riportare in vita Betelguese, che crede risieda ora in Subaru; lo avverte inoltre di stare attento a Gola. In seguito, mentre la città viene ricostruita, Subaru si riunisce a Julius, ma rimane stupito quando Emilia non lo riconosce, facendogli capire che Roy ha mangiato il suo nome. |                  |         |

### OAV
| Nº | Titolo italiano Giapponese 「Kanji」 - Rōmaji | Distribuzione   | Distribuzione |
| Nº | Titolo italiano Giapponese 「Kanji」 - Rōmaji | Giapponese      |               |
| 1  | Memory Snow 「Memory Snow」 | 6 ottobre 2018  |               |
| 1  | Poco dopo l'incidente delle magibestie, Subaru torna al villaggio in cerca di un posto per il suo appuntamento con Emilia, dove i bambini gli mostrano un prato fiorito nascosto, che secondo lui è perfetto. Nei due giorni successivi, il clima inizia a diventare sorprendentemente più freddo, costringendo l'appuntamento a essere posticipato, anche se Emilia non sembra essere infastidita da ciò. Subaru quindi si sveglia e trova la villa completamente congelata, e alla fine scopre che la causa di ciò è Puck, attualmente nel periodo in cui esercita tutta la sua magia del ghiaccio in eccesso, con Emilia e Beatrice che aiutano a confinarla esclusivamente nella villa. Per evitare la morte per congelamento, Subaru suggerisce di stare fuori dove il clima è normale, ma gli viene impedito dalla pioggia. Cerca ulteriori alternative per stare al caldo o per far uscire rapidamente il resto della magia di Puck, ma ogni volta senza successo. Calata la notte, rendendosi conto che la pioggia alla fine trasformerà l'area esterna alla villa in neve, pensa a un nuovo piano per passare il tempo e decide così di allestire un festival della neve, invitando gli abitanti del villaggio a partecipare e prendere parte a una competizione di sculture di nave. Mentre tutti si divertono con la neve, Subaru cerca di convincere anche Beatrice, rimasta nella villa, a unirsi a loro e questa alla fine accetta grazia all'intervento di Puck. In seguito viene scelto come vincitore il coniglietto di neve mecha di Petra, che Subaru ha contribuito a creare, ricevendo come premio la busta di patatine al mais di Subaru. Successivamente, i residenti della villa festeggiano con un dopo festa con cibo e alcol, e qui Emilia e Rem si ubriacano. Subaru si reca così da Beatrice, che gli parla delle costellazioni nelle stelle rivelando di aver preso il nome da una di esse. Mentre il resto del gruppo osserva con soggezione gli spiriti della neve, Puck si libera della sua ultima energia rimasta, condividendo la nevicata con il resto delle persone della capitale. Mentre Beatrice torna dentro, Roswaal la prende in giro per non aver bevuto nulla per via della richiesta di Subaru, sostenendo che non ha nulla a che fare con lui. Mentre la neve inizia a sciogliersi, Emilia e Puck riflettono sul desiderio di Subaru di ospitare lo stesso festival anche l'anno dopo, chiedendosi se sarà ancora con loro a quel punto. Quindi Emilia si incontra con Subaru fuori mentre si dirigono verso il giardino fiorito per il loro appuntamento. |                 |               |
| 2  | Il legame di ghiaccio 「氷結の絆」 - Hyōketsu no kizuna | 8 novembre 2019 |               |
| 2  | Poco dopo il suo appuntamento con Subaru, Emilia riflette sulla sua storia e sulla sua relazione originale con Puck. In passato, Emilia salvò una famiglia da una piaga della neve, ma gli altri scapparono spaventati dopo che il braccio del padre fu accidentalmente congelato dalla sua magia, inoltre furono spaventati dalla sua somiglianza con la Strega dell'Invidia. Emilia vive da sola su un albero in un bosco innevato, per non spaventare la gente, svolgendo i suoi compiti quotidiani come la manutenzione delle "sculture di neve" e la mappatura del territorio, oltre a recarsi ogni tanto in paese per i rifornimenti. Puck le fa spesso visita ed entrambi godono della reciproca compagnia. Un giorno, un gruppo di uomini si avvicina ad Emilia, dicendo che il villaggio ha commesso un crimine commerciando con un semiumano, e che lei deve cedere loro il suo corpo altrimenti saranno puniti; lei accetta con riluttanza, rivelando il suo vero volto. Proprio in quel momento, appare un mostro delle nevi che attacca tutti, ma alla fine Emilia lo sconfigge. Ancora una volta, la sua magia va fuori controllo e inizia a colpire gli uomini, ma Puck risolve la faccenda, spaventando gli uomini. Risvegliatasi, Emilia torna al villaggio e trova un mercante che le dice di non tornare mai più, e lei a sua volta gli rivela la sua identità e gli dice che nessuno deve mai entrare nella sua Foresta Ghiacciata. Il capo degli uomini, Chap, cerca di trovare un modo per vendicarsi di Emilia, ma fallisce quando Puck lo minaccia nuovamente, poi appare improvvisamente una sfera rossa che uccide Chap con una fiammata. Puck convince Emilia a fare un contratto con uno spirito minore, e lei si mostra d'accordo. Quella notte, Puck si confronta con la sfera rossa, che si scopre essere il Giudice Melakuera, che gli dice che la Foresta Ghiacciata è innaturale, anche se Puck afferma di esserne il responsabile. Emilia, accompagnata dai suoi nuovi spiriti, scopre una grande massa nera, che si rivela essere il veleno di una Serpe Nera, che inizia ad attaccare la foresta. Puck vuole porre fine a ciò, ma viene ostacolato da Melakuera, portando i due a combattere. Intanto la massa nera si dirige verso il villaggio, Emilia cerca di deviarla, rimanendone inghiottita, anche se la sua magia e gli spiriti la aiutano a congelare tutto. Proprio in quel momento, i suoi spiriti vengono tutti distrutti da un altro di colore rosso, che si scopre essere Chap, che è diventato un nuovo ricettacolo per Melakuera per mettere in atto la sua vendetta. Emilia chiede aiuto a Puck, che sconfigge Chap travolgendolo di ghiaccio. Puck poi rivela a Emilia che lei è una mezzelfa, portandola a credere di essere la causa della Foresta Ghiacciata, e Melakuera sembra confermare la cosa, intrappolandola tra le sue fiamme. Puck sostiene che l'attacco della massa nera sia stato orchestrato da Melakuera per attirare Emilia, e lui afferma che è "il destino". Puck chiede quindi a Emilia di stipulare un contratto con lui e dopo un po' lei accetta. Trasformandosi nella sua vera forma, le due bestie duellano fra loro. Puck vince lo scontro, poi lui ed Emilia guardano il tramonto mentre lei gli chiede il motivo del contratto, e l'altro risponde che non gli era mai stato permesso farlo precedentemente per via del suo "giuramento", e credeva che valesse la pena infrangerlo. Decide quindi di iniziare a chiamarla "Lia". Nel presente, Emilia vede Subaru ripulire la scultura di neve della loro famiglia mentre inizia a sciogliersi. Subaru commenta che non esiste neve che non si sciolga, il che fa sentire Emilia euforica, ripensando alla sua foresta, e Puck concorda silenziosamente. |                 |               |

### Corti
Una serie di corti anime dal titolo Re:Zero - Starting Break Time from Zero (Re：ゼロから始める休憩時間?, Re: zero kara hajimeru Bureiku Taimu, lett. "Re: pausa da zero"), diretta da Minoru Ashina presso lo Studio Puyukai e raffigurante i vari personaggi in versione super deformed, è andata in onda su AT-X dall'8 aprile al 17 giugno 2016. Una seconda serie, intitolata Re:Petit - Starting Life in Another World from Petit (Re：プチから始める異世界生活?, Re: puchi kara hajimeru isekai seikatsu, lett. "Re: vita da piccini in un mondo parallelo"), sempre a cura dello stesso staff, è subentrata alla prima dal 24 giugno al 23 settembre 2016. In Italia e nel resto del mondo all'infuori dell'Asia i diritti di entrambi i titoli sono stati acquistati sempre da Crunchyroll.
Una seconda stagione di Re:Zero - Starting Break Time from Zero è stata annunciata il 2 luglio 2020 e venne confermato che sarebbe stata pubblicata sul canale YouTube ufficiale di Kadokawa a partire dal 10 luglio successivo. La serie è stata pubblicata dal 10 luglio al 2 ottobre 2020 per un totale di 13 episodi. I diritti di distribuzione all'infuori dell'Asia sono stati acquistati da Crunchyroll.
Una terza stagione di Re:Zero - Starting Break Time from Zero è stata trasmessa dal 2 ottobre 2024 al 26 marzo 2025 su AT-X e pubblicata sul canale YouTube di Kadokawa.

#### Re:Zero - Starting Life in Another World Break Time
| Nº | Titolo italiano Giapponese 「Kanji」 - Rōmaji | In onda        | In onda |
| Nº | Titolo italiano Giapponese 「Kanji」 - Rōmaji | Giapponese     |         |
| 1  | World 1-1 「World 1-1」 | 8 aprile 2016  |         |
| 1  | Subaru ed Emilia discutono di come i nomi in Lugunica siano simili a quelli in Giappone, come mele (リンゴ?, ringo) che diventano melle (リンガ?, ringa) e peperoni (ピーマン?, pīman) che diventano pepperoni (ピーマル?, pīmaru). Emilia ammette di odiare i pepperoni. |                |         |
| 2  | World 1-4 Side A 「World 1-4 Side A」 | 15 aprile 2016 |         |
| 2  | Felt sta conducendo Subaru alla Tana del Bottino e indovina correttamente che sta prendendo una strada tortuosa. Poi le chiede di spiegare come si legge l'ora a Lugunica. Lei spiega, ma lui la interrompe prima che finisca, dicendole che non può assolutamente memorizzare tutto. |                |         |
| 3  | World 1-4 Epilogue 「World 1-4 Epilogue」 | 22 aprile 2016 |         |
| 3  | Puck ed Emilia discutono di Reinhard e delle sue protezioni divine, come quella che gli impedisce di essere colpito dalle frecce. Quindi discutono del ruolo di Subaru nel salvarli da Elsa e si chiedono chi sia e da dove venga. |                |         |
| 4  | World 2-1 「World 2-1」 | 29 aprile 2016 |         |
| 4  | Subaru chiede alle gemelle il significato di un segno che ha fatto Rem con la mano quando si è complimentato per il suo cibo, e Ram spiega che viene usato quando una persona è felice. Quindi cerca di indurlo a credere che un gesto casuale che ha fatto in risposta sia in realtà offensivo. Lamentandosi del fatto che viene trattato in modo scortese, Subaru accetta di lavorare sodo nella villa.                |                |         |
| 5  | World 2-2 「World 2-2」 | 6 maggio 2016  |         |
| 5  | Subaru e Roswaal condividono un bagno caldo e il primo nota che Roswaal si è truccato. Quindi discutono di come l'acqua nella vasca viene cambiata ogni volta che qualcuno la usa, e Subaru ammette di averne bevuto un po' quando credeva di essere entrato dopo Emilia, cosa che viene ascoltata da Ram piuttosto disgustata.                                                                                          |                |         |
| 6  | World 2-3 「World 2-3」 | 13 maggio 2016 |         |
| 6  | Emilia teme di non aver potuto fare nulla per ringraziare Subaru. Quando Subaru le tocca inconsciamente i capelli, Puck gli dice che non permetterà più a Subaru di accarezzarlo dopo averlo "tradito". |                |         |
| 7  | World 2-4 「World 2-4」 | 20 maggio 2016 |         |
| 7  | Dopo che Subaru e Beatrice hanno stipulato un contratto, il ragazzo le chiede di insegnargli alcune cose. Alla fine lei si arrabbia quando lui tenta di darle un soprannome. |                |         |
| 8  | World 2-5 Side A 「World 2-5 Side A」 | 27 maggio 2016 |         |
| 8  | Dopo aver riposato sul grembo di Emilia, Subaru si sente rilassato. Ram poi lo critica per questa sua azione e il ragazzo si scusa, ma lei afferma che ora sarà disprezzato da tutte le donne della villa, e le gemelle lo definiscono un masochista. Quando sia Subaru che Emilia se ne vanno, Ram fa notare a Rem che ha guardato molto Subaru di recente.                                                             |                |         |
| 9  | World 2-5 Side B 「World 2-5 Side B」 | 3 giugno 2016  |         |
| 9  | Subaru si lamenta con Ram dopo che gli ha fatto portare un grosso barile di cibo dal villaggio, lei gli spiega che l'ha fatto per il suo bene, non volendo che Emilia vedesse Rem fare tutto il lavoro pesante per lui. Poi Rem si preoccupa del fatto che lui e Ram si stanno avvicinando troppo, così Ram la rassicura che in sua gratitudine, Subaru ha accettato di svolgere il resto delle faccende della giornata. |                |         |
| 10 | World 2-5-3 Side C 「World 2-5-3 Side C」 | 10 giugno 2016 |         |
| 10 | Subaru e Ram cercano Rem nella foresta, poi la ragazza gli chiede perché abbia deciso di venire nonostante sia stanco. Lui replica che ha promesso di lasciare che Rem gli tagliasse i capelli e giura di lavorare sodo per far si che ciò avvenga. |                |         |
| 11 | World 2-5 Epilogue 「World 2-5 Epilogue」 | 17 giugno 2016 |         |
| 11 | Subaru ed Emilia discutono degli eventi della settimana e, quando Subaru fa arrabbiare accidentalmente Emilia, si scusa profusamente. Felici di aver superato con successo la prova, discutono del loro appuntamento previsto per il giorno successivo. |                |         |

#### Re:PETIT - Starting Life in Another World from PETIT
| Nº | Titolo italiano Giapponese 「Kanji」 - Rōmaji | In onda           | In onda |
| Nº | Titolo italiano Giapponese 「Kanji」 - Rōmaji | Giapponese        |         |
| 1  | Ritorno a scuola 「再来の学校」 - Sairai no gakkō | 24 giugno 2016    |         |
| 1  | Subaru si sveglia nell'aula di una scuola e scopre che qui Emilia è un'insegnante. Le chiede dove sia Puck e lei risponde che il suo famiglio è il preside dell'istituto. Siccome le sue domande hanno interrotto la lezione, il ragazzo viene mandato fuori dalla porta, e qui Subaru si chiede dove sia finito e giura di tornare nel suo mondo. |                   |         |
| 2  | Beatrice, sedicente insegnante 「自称先生、ベアトリス」 - Jishō sensei, Beatorisu | 1º luglio 2016    |         |
| 2  | Subaru è scioccato nello scoprire che è nella stessa classe di Felt, e rimane ancora più sorpreso nello scoprire che la loro insegnante è Beatrice. Quando esprime la sua incredulità che qualcuno che assomiglia così tanto a una bambina possa essere un insegnante, lei gli fa il solletico. Subaru si rassicura perché temeva che gli avrebbe risucchiato il suo mana, poi sia a Beatrice che Felt iniziano ad avere fame sostenendo che gli piace la maionese. |                   |         |
| 3  | Il padrone e le sue cameriere 「ご主人様と、そのメイドたち」 - Goshujinsama to, sono Meido-tachi | 8 luglio 2016     |         |
| 3  | Subaru visita un maid café dove lavorano Rem e Ram e scopre che tutto ciò che servono sono patate al vapore. Quando paga loro 500 yen per assumere una "posa speciale", Ram gli fa una smorfia di scherno. In seguito, quando lui chiede un "servizio da cameriera", Ram tenta di spaccargli la testa con un pugno (il che si rivela un gioco di parole con il kanji "冥土" che indica l'Ade, che si pronuncia sempre "meido"). |                   |         |
| 4  | Quella voce del menù è... 「そのメニューは―――」 - Sono Menyū wa... | 15 luglio 2016    |         |
| 4  | Mentre visita un locale dove lavorano Beatrice e Anastasia, Subaru ordina il loro piatto più popolare, la frittata Miao Miao. In seguito il cibo viene portato da Puck, che poi lo mangia davanti a Subaru. |                   |         |
| 5  | Stordita 「天然」 - Ten'nen | 22 luglio 2016    |         |
| 5  | In una sala giochi Subaru incontra Felt che sta cercando una monetina caduta sotto ad una macchinetta e spiega che sta facendo una gara con Reinhard. Non riuscendo a recuperare la sua unica moneta, Emilia suggerisce a Felt una macchinetta che distribuisce più gettoni. |                   |         |
| 6  | Avarizia non da maiali 「豚でない欲望」 - Butadenai yokubō | 29 luglio 2016    |         |
| 6  | Subaru incontra nuovamente Felt mentre cerca una monetina sotto ad una gru, poi arriva anche Priscilla. Felt riesce finalmente a recuperare la sua moneta e intende utilizzarla per prendersi la rivincita con Reinhard, ma poi Priscilla le mostra che ha vinto un peluche del vecchio Rom e intende regalarglielo a patto che si inchini al suo cospetto. Felt rifiuta l'offerta poiché la competizione è tra lei e Reinhard e sarebbe sbagliato ottenere un premio in questo modo, quindi si dirige in un'altra macchinetta per vincere un peluche che però rimane incastrato. |                   |         |
| 7  | Da zero 「ゼロから」 - Zero kara | 5 agosto 2016     |         |
| 7  | Subaru partecipa a un evento dōjinshi (Comiket) ed è sorpreso che Rem abbia allestito una postazione. Il ragazzo comincia così a leggere il libro che ha scritto, I Racconti dell'Eroe di Rem, il quale descrive tutto ciò che Rem sa su di lui con una precisione inquietante. Come previsto, non è stato venduto nessun volume e Rem usa la sua famosa citazione "Ricominciamo da qui! Dal punto di partenza.... No, proprio da zero!". |                   |         |
| 8  | Il giorno della battaglia 「決戦当日」 - Kessen tōjitsu | 12 agosto 2016    |         |
| 8  | Durante il medesimo evento dell'episodio precedente, Subaru incontra Crusch e le chiede cosa abbia imparato da questa manifestazione, e poco dopo Priscilla si unisce alla conversazione. Subaru credeva che Priscilla avrebbe fatto dei commenti spiacevoli sui partecipanti all'evento, ma con sua grande sorpresa lei esprime un interesse positivo nei loro confronti. Priscilla quindi trascina con forza Subaru nella sezione dedicata ai maggiorenni con Crusch al seguito. |                   |         |
| 9  | Alla conquista dell'anguria 「スイカ攻略戦」 - Suika kōryaku-sen | 19 agosto 2016    |         |
| 9  | Subaru si ritrova su una spiaggia (un riferimento agli episodi di fanservice) e si complimenta per il costume da bagno di Crusch e Rem. Quest'ultima suggerisce di giocare a spaccare le angurie dato che sono in spiaggia. Crusch è la prima a provarci e afferma di essere in grado di colpire l'anguria con un colpo solo. Viene così il turno di Rem, che invece preferisce usare il suo mazzafrusto a tema e spacca la frutta. Interviene Anastasia che esprime la sua delusione perché non sarà in grado di vendere l'anguria rovinata. |                   |         |
| 10 | Resistere ai desideri della carne 「煩悩に抗うだけ」 - Bon'nō ni aragau dake | 26 agosto 2016    |         |
| 10 | Subaru si ritrova immobile e seppellito fino al collo sotto la sabbia e crede che Ram gli abbia fatto un brutto scherzo. Emilia chiarisce l'equivoco e spiega che stavano cercando di impedirgli di scottarsi. Alla fine Subaru chiede aiuto ad entrambe per farsi liberare e nel vedere Emilia che scava nella sabbia vicino a lui lo fa eccitare. |                   |         |
| 11 | Questo, poi quello e (mancante) alle casse 「アレトアレと（以下略）の精算」 - Are to are to (ikaryaku) no seisan | 2 settembre 2016  |         |
| 11 | Subaru si reca in un minimarket per comprare una bottiglia di cola e nota che Anastasia è la cassiera. Quest'ultima riesce a convincere Subaru a spendere un totale di 100.000 yen tramite varie offerte e sconti, poi Priscilla entra nel negozio e decide di acquistare tutto ciò che ha in negozio, mentre Anastasia ignora Subaru per servire la sua ricca cliente. |                   |         |
| 12 | Compra 「―――買え」 - -Kae | 9 settembre 2016  |         |
| 12 | Subaru entra in un altro minimarket ed è entusiasta di vedere Emilia come cassiera. Il ragazzo procede a ordinare un gelato, così la mezzelfa si reca nel retro del negozio per preparaglielo e chiede il cambio a Puck, ovvero il direttore, per sostituirla alla cassa. Puck cerca di convincere Subaru a comprare del pollo finto parlando direttamente nella sua mente. Quando Emilia fa finalmente ritorno, Puck afferma falsamente che Subaru ha ordinato del pollo fritto. Alla fine Subaru accetta di fare un regalo a Puck ed Emilia dopo che Puck lo ha convinto che avrebbe potuto condividere il gelato con Emilia. |                   |         |
| 13 | Il libro che il re leone vide 「獅子王のみた本」 - Shishiōnomita hon | 16 settembre 2016 |         |
| 13 | Subaru entra in una libreria e viene accolto sgradevolmente da Beatrice che fa la cassiera. Beatrice in seguito accusa Subaru di essere entrato nel negozio per sfogliare dei libri sconci e ha persino assunto Crusch come part-time per discernere se Subaru guarderà i libri dai contenuti particolari. Crusch usa la sua abilità per leggere la verità nel cuore di Subaru e scopre che in realtà quest'ultimo non è venuto nella libreria per quel motivo e la cosa sorprende Beatrice. Tuttavia Crusch afferma che anche se questa volta non è venuto per guardare le copertine dei libri sconci lo ha fatto altre volte. Alla fine Subaru finisce per acquistare i volumi della serie di light novel di cui è protagonista e promuove spudoratamente se stesso. |                   |         |
| 14 | E questa è la storia della promozione 「ただそれだけの宣伝」 - Tada soredake no senden | 23 settembre 2016 |         |
| 14 | Subaru ed Emilia sono cassieri in un negozio per promuovere l'uscita dei DVD e dei BD della serie e affermano che Puck che ha fatto del suo meglio per aiutarli in quest'occasione. In seguito arrivano Rem, Ram e Beatrice nel negozio per acquistare i prodotti. Quando Subaru sta per imballare l'ordinare di Ram, Satella usa la sua Mano Invisibile per acquistare una copia che promuove dei gadget aggiuntivi per ogni acquisto BD della serie. Ram ricorda nuovamente a Subaru del suo ordine e mentre lo prepara si rende conto che manca la sua copia personale, ma Emilia gli dice che Puck l'ha venduta mentre era in pausa. Alla fine Emilia e Rem propongono di guardare la serie insieme.                                                               |                   |         |

#### Re:Zero - Starting Life in Another World Break Time 2nd Season
| Nº | Titolo italiano (traduzione letterale) Giapponese 「Kanji」 - Rōmaji | In onda           | In onda |
| Nº | Titolo italiano (traduzione letterale) Giapponese 「Kanji」 - Rōmaji | Giapponese        |         |
| 1  | Il diario di Otto - 01 「オットー日記 - 01」 - Otto nikki - 01 | 8 luglio 2020     |         |
| 1  | Dopo essere stato salvato dal Culto della Strega, Otto si ritrova a lavorare per Subaru. Poco dopo inizia a ricordare di alcuni eventi passati e vede Subaru come un vecchio amico che ha incontrato in precedenza di cui però non ha ricordo. Riflette anche sul fatto che possa essere di Kararagi ma non è del tutto sicuro di questa sua teoria. Ad un certo punto Subaru entra nella carrozza e gli fa alcune battute incoraggianti, cosa che lo mette un po' in imbarazzo. Alla fine Subaru dice a Otto di sbrigarsi in quanto deve incontrare Roswaal. |                   |         |
| 2  | Il diario di Otto - 02 「オットー日記 - 02」 - Otto nikki - 02 | 15 luglio 2020    |         |
| 2  | Petra e Otto si incontrano per la prima volta e la prima inizia a simpatizzare per l'altro storpiando il suo nome. |                   |         |
| 3  | Il diario di Otto - 03 「オットー日記 - 03」 - Otto nikki - 03 | 22 luglio 2020    |         |
| 3  | Dopo aver incontrato Garfiel ed essere stato scortato al Santuario, Otto si ritrova bloccato in mezzo al nulla nella sua dragocarrozza. In seguito si accorge improvvisamente che Garfiel è proprio accanto a lui e questi gli dice che deve andare da Roswaal, ma il mercante ricorda che nel corso del pomeriggio Ram lo aveva intimato di non fargli visita. Garfiel chiede poi ad Otto come faceva a sapere che lui e Frederica fossero imparentati e il giovane mercante cerca di fargli capire che è per via dei loro denti aguzzi, ma l'altro non riesce a capirlo. L'episodio si conclude con il duo che crea due fantasiosi proverbi "La coccinella frettolosa ha fatto i figli ciechi" e "La coccinella frettolosa esplode".                |                   |         |
| 4  | Il diario dell'impegno di Petra 「ペトラのメイド奮闘言記 - 01」 - Petora no Meido funtō genki - 01 | 29 luglio 2020    |         |
| 4  | Petra scrive un diario sulle sue attività di cameriera alla villa di Roswaal. |                   |         |
| 5  | Il diario di Otto - 04 「オットー日記 - 04」 - Otto nikki - 04 | 5 agosto 2020     |         |
| 5  | Otto pensa che nonostante Emilia assomigli esteticamente alla Strega dell'Invidia sia in realtà una brava persona dato che lavora sodo per aiutare gli altri e perciò la riconsidera come un'amica piuttosto che una nemica. |                   |         |
| 6  | Il diario di Otto - 05 「オットー日記 - 05」 - Otto nikki - 05 | 12 agosto 2020    |         |
| 6  | Otto ripensa alla sera prima della partenza di Subaru e Ram verso la villa di Roswaal dove i due lo hanno preso in giro scherzosamente trattandolo come un animale domestico. |                   |         |
| 7  | Il diario di Otto - 06 「オットー日記 - 06」 - Otto nikki - 06 | 19 agosto 2020    |         |
| 7  | Otto rifiuta la gemma luminosa di Garfiel per mantenere il silenzio riguardo alla questione di Subaru e poi fugge nella foresta circostante. |                   |         |
| 8  | Maid Days - 01 「メイドさんデイズ - 01」 - Meido-san Deizu - 01 | 26 agosto 2020    |         |
| 8  | Sono passati sei giorni da quando Petra ha iniziato a lavorare come cameriera nel dominio di Mathers. Frederica ricorda della volta in cui Petra voleva candidarsi per lavorare come cameriera dove la avvertì che gestire la villa richiedeva molta forza e dedizione e non era facile starci dietro. Nonostante i suoi avvertimenti, Petra si rivelò più che intenzionata a lavorare lo stesso come cameriera e così Frederica la accettò senza problemi. |                   |         |
| 9  | Il rapporto della Zanna di Ferro - 01 「鉄の牙報告書 - 01」 - Tetsu no kiba hōkoku-sho - 01 | 2 settembre 2020  |         |
| 9  | Ricardo scrive un rapporto della missione dopo la sconfitta della Balena Bianca e la battaglia del Culto della Strega. Ricardo chiede a Mimi il suo rapporto, ma Tivey entra nella stanza e gli dice che è stato lui a farlo per lei. Mimi nega la cosa, esclamando di averlo scritto lei e tira fuori il proprio documento. Leggono quindi il rapporto e ricordano il momento in cui avevano salvato Otto. Sopraggiunge Anastasia che gli ricorda che la riunione per il lavoro del giorno successivo sta per iniziare e Ricardo rimembra che in passato anche Anastasia e i fratelli Pearlbaton erano stati catturati in un'altra situazione. La conversazione si conclude con tutti quanti che si dirigono alla riunione menzionata in precedenza. |                   |         |
| 10 | Maid Days - 02 「メイドさんデイズ - 02」 - Meido-san Deizu - 02 | 9 settembre 2020  |         |
| 10 | Petra ricorda la prima volta in cui ha incontrato Frederica. |                   |         |
| 11 | Il diario del lavoro sinistro delle sorelle - 01 「裏稼業姉妹暗躍日報 - 01」 - Ura kagyō shimai an'yaku nippō - 01 | 16 settembre 2020 |         |
| 11 | Mentre si trovano in un rifugio, Elsa dice a Maylie di non essere rimasta soddisfatta quando ha tentato di uccidere Subaru in quanto quest'ultimo non sembrava vedere la morte come la fine di tutto. Poi le due iniziano a parlare in maniera piuttosto vaga del loro passato. |                   |         |
| 12 | Maid Days - 03 「メイドさんデイズ - 03」 - Meido-san Deizu - 03 | 23 settembre 2020 |         |
| 12 | Frederica si mostra sempre più affezionata nei confronti di Petra in quanto quest'ultima si rivela molto più gentile e dolce rispetto a Ram. Alla fine Frederica rivela a Petra che una volta parlava un po' all'antica e la sua apprendista inizia a prenderla scherzosamente in giro. |                   |         |
| 13 | Il diario di Otto - 07 「オットー日記 - 07」 - Otto nikki - 07 | 30 settembre 2020 |         |
| 13 | Otto capisce che Subaru ha qualcosa che non va e cerca di confortarlo ma l'altro inizia a prenderlo in giro come sua consuetudine. In seguito Subaru sostiene che Otto non lo abbandonerebbe mai perché è suo amico. |                   |         |
| 14 | La determinazione di Otto e Subaru 「オットーとスバルの決意」 - Ottō to Subaru no ketsui | 6 gennaio 2021    |         |
| 14 | Mentre Subaru si reca da Ryuzu, Otto riflette sul fatto che il suo amico sia ingenuo e immaturo e che deve dare il meglio di sé per non deluderlo. |                   |         |
| 15 | Il rapporto della Zanna di Ferro - 02 「鉄の牙報告書 - 02」 - Tetsu no kiba hōkoku-sho - 02 | 13 gennaio 2021   |         |
| 15 | Ricardo si lamenta con Mimi perché non si comporta come un vero vicecapitano e Anastasia la difende affermando che ha dei pregi. In seguito Julius chiede ad Anastasia quale sia la responsabilità più importante come commerciante, poi tutti e quattro si recano ad una riunione per il giorno successivo. |                   |         |
| 16 | Il diario di Otto - 08 「オットー日記 - 08」 - Otto nikki - 08 | 20 gennaio 2021   |         |
| 16 | Mentre Subaru continua a lamentarsi del fatto di essere stato visto mentre faceva una cosa per Emilia, Garfiel prende il diario di Otto e legge i suoi segreti facendolo profondamente vergognare. |                   |         |
| 17 | La pasticceria del tè della strega 「魔女のお茶菓子」 - Majo no o chagashi | 27 gennaio 2021   |         |
| 17 | Emilia e Echidna viaggiano nella foresta dei ricordi ma la Strega dell'Avidità fa fatica a stare dietro alla mezzelfa. |                   |         |
| 18 | I giorni in attesa del Vangelo 「福音を待つ日々」 - Fukuin o matsu hibi | 3 febbraio 2021   |         |
| 18 | Beatrice ripensa ai giorni in cui viveva con Echidna e vedeva Betelguese. Alla fine si chiede se "quella persona" che sta aspettando da lungo tempo sia veramente Subaru. |                   |         |
| 19 | Il diario di Otto - 09 「オットー日記 - 09」 - Otto nikki - 09 | 10 febbraio 2021  |         |
| 19 | Mentre Subaru, Otto e Garfiel passeggiano nella foresta per andare a parlare con Roswaal, i primi due continuano a fare i misteriosi sul motivo per cui hanno voluto che Garfiel venisse con loro. |                   |         |
| 20 | Il diario del lavoro sinistro delle sorelle - 02 「裏稼業姉妹暗躍日報 - 02」 - Ura kagyō shimai an'yaku nippō - 02 | 17 febbraio 2021  |         |
| 20 | In un flashback, Roswaal spiega ad Elsa, tramite un metia, come superare l'attraversamento delle porte di Beatrice. Poi Elsa dice a Maylie che quando Roswaal parla in maniera particolare significa che sta recitando una parte e afferma di odiarlo perché quando lo guarda negli occhi vede una persona che non dà alcun valore alla vita. |                   |         |
| 21 | Il diario di Otto - 10 「オットー日記 - 10」 - Otto nikki - 10 | 24 febbraio 2021  |         |
| 21 | Ram continua a non considerare seriamente Otto finendo per scambiarlo per un insetto e di dimenticarsi subito il suo nome. |                   |         |
| 22 | La pietra del miracolo, la via del miracolo 「奇跡ヘのキセキ」 - Kiseki e no kiseki | 3 marzo 2021      |         |
| 22 | Ram riesce ad evocare Puck da una pietra magica, poi i due parlano di Roswaal. |                   |         |
| 23 | La festa del tè delle streghe 「魔女のお茶会」 - Majo nō chakai | 10 marzo 2021     |         |
| 23 | Tutte le streghe si riuniscono, fatta eccezione di Satella, e iniziano a preparare una festicciola a base di tè. Echidna rivela poi la sua intenzione di uscire dalla realtà in cui si trova ma non vuole far trapelare ulteriori dettagli sostenendo che si tratta di un segreto. |                   |         |
| 24 | Il diario di Maylie 「メィリィ日記」 - Meiryi nikki | 17 marzo 2021     |         |
| 24 | Dopo la morte di Elsa, Maylie ha un flashback riguardo quest'ultima. In passato, Maylie sottolineò le enormi capacità rigenerative di Elsa trovandole fuori dal comune e questa rivelò che erano frutto di una maledizione che normalmente avrebbe fatto perdere la sanità mentale di una persona, ma siccome le fu scagliata da un potente stregone, ha mantenuto intatta la sua psiche. Nel presente, Garfiel concede a Maylie di sfogarsi per la morte di Elsa, e la ragazzina si mette a piangere. |                   |         |
| 25 | Il diario di Otto - 11 「オットー日記 - 11」 - Otto nikki - 11 | 24 marzo 2021     |         |
| 25 | Mentre Otto tenta di scrivere come al suo solito il proprio diario sul balcone arriva Garfiel a fargli compagnia. Intanto Frederica parla con Petra del fatto che sia felice che Garfiel abbia finalmente trovato un buon amico. Petra si reca quindi sul balcone per prendere in giro Otto, poi tutti quanti vengono chiamati a raccolta da Subaru in quanto devono prepararsi per l'imminente cerimonia. Infine Otto afferma che questa volta non sarà in grado di aggiornare il proprio diario. |                   |         |

#### Re:Zero - Starting Life in Another World Break Time 3rd Season
| Nº | Titolo italiano (traduzione letterale) Giapponese 「Kanji」 - Rōmaji | In onda          | In onda |
| Nº | Titolo italiano (traduzione letterale) Giapponese 「Kanji」 - Rōmaji | Giapponese       |         |
| 1  | Colloqui notturni intorno all'oni addormentato 「眠れる鬼の夜話」 - Nemureru oni no yawa | 2 ottobre 2024   |         |
| 1  | Subaru racconta a Rem addormentata di come Mimi ha giocato con i capelli di Beatrice, condividendo le sue speranze che Beatrice provi nuove esperienze. Riflette sul modo in cui Emilia e Beatrice si sono relazionate con lui. Per un momento, Subaru immagina Rem che gli parla e giura che la riporterà indietro. |                  |         |
| 2  | Scontri nella fazione di Emilia 「エミリア陣営奮闘記」 - Emiria jin'ei funtō-ki | 9 ottobre 2024   |         |
| 2  | Petra, Frederica e Ram parlano dei loro diversi atteggiamenti nei confronti del loro datore di lavoro, Roswaal. |                  |         |
| 3  | Morso di amore e passione 「アイとジョーネツのガブリ」 - Ai to jōnetsu no gaburi | 16 ottobre 2024  |         |
| 3  | All'ingresso della villa di Roswaal, Mimi si invaghisce di Garfiel, con un'accesa discussione sul suo nome, prima che Ram gli ricordi di condurre Mimi all'interno. |                  |         |
| 4  | Raduno della selezione reale Doki-Doki (1) 「ドキドキ王選懇親会」 - Dokidoki ō-sen konshin-kai | 23 ottobre 2024  |         |
| 4  | Durante una visita alla capitale reale, Subaru, Emilia e Beatrice si incontrano con Crusch e Felix. Felix nota che il portale di Subaru è completamente rotto e rivela che senza Beatrice che si nutre del suo mana a causa del loro contratto, il suo corpo finirebbe per esplodere a causa dell'accumulo quotidiano di mana. |                  |         |
| 5  | Grandi seguaci della cascata (1) 「大瀑布フォロワーズ」 - Dai bakufu Forowāzu | 30 ottobre 2024  |         |
| 5  | Al fa visita a Subaru e Beatrice alla locanda Priestella. Dice a Subaru diversi proverbi, facendo capire a quest'ultimo che anche Al è stato convocato dal Giappone. Al rivela di essere stato convocato diciannove anni fa e che Subaru è stata la prima persona che ha incontrato in una situazione simile, prima di ricordare a Beatrice di prendersi cura di lui. |                  |         |
| 6  | Grandi seguaci della cascata (2) 「大瀑布フォロワーズ」 - Dai bakufu Forowāzu | 6 novembre 2024  |         |
| 6  | Al e Subaru raccontano che normalmente nessuno avrebbe creduto alle loro stravaganti origini, perché tutti credono che nessuno possa arrivare da oltre la Grande Cascata, ai confini del mondo. Tuttavia, Al racconta di come Priscilla fosse disposta ad ascoltarlo a causa del suo aspetto particolare. Si congeda quindi da Subaru e Beatrice per andare a cercare Priscilla. |                  |         |
| 7  | Raduno della selezione reale Doki-Doki (2) 「ドキドキ王選懇親会」 - Dokidoki-ō-sen konshin-kai | 13 novembre 2024 |         |
| 7  | Dopo la cerimonia di conferimento degli onori, Subaru incontra Julius e Felix, che lo complimentano per la sua nomina a cavaliere. Tuttavia, Subaru appare scettico riguardo al suo nuovo titolo. Julius gli fa notare che i suoi atteggiamenti hanno un impatto significativo sugli altri, sottolineando l'importanza della sua influenza. |                  |         |
| 8  | Raduno della selezione reale Doki-Doki (3) 「ドキドキ王選懇親会」 - Dokidoki-ō-sen konshin-kai | 20 novembre 2024 |         |
| 8  | Durante la festa per celebrare l'abbattimento della Balena Bianca e di Accidia, Emilia, Crusch e Anastasia discutono del comportamento dignitoso di Subaru durante la cerimonia. La conversazione si sposta poi sul legame tra Subaru e Beatrice, che Emilia definisce come una grande amica, sebbene a volte un po' invasiva, poiché tende a seguirlo ovunque. Crusch e Anastasia esprimono preoccupazione nei confronti di Emilia, suggerendo che Subaru, essendo il suo cavaliere, dovrebbe trascorrere più tempo con lei anziché con Beatrice. Tuttavia, Emilia risponde con una purezza d'intenti che sorprende le altre due, facendo capire che non aveva compreso le implicazioni più profonde che potrebbero esserci tra lei e Subaru. |                  |         |
| 9  | Scontri nella fazione di Emilia 「エミリア陣営奮闘記」 - Emiria jin'ei funtō-ki | 5 febbraio 2025  |         |
| 9  | Otto si reca dal restauratore Darts per discutere del Libro della Saggezza. Darts, nonostante la difficoltà del restauro, si impegna a occuparsene. Infine, Darts chiede a Otto cosa intende fare del libro una volta completato il restauro. Otto risponde che vuole estrarne le informazioni e poi distruggerlo nuovamente, al fine di impedirne l'uso per scopi malvagi. |                  |         |
| 10 | Malizia davanti al teatro 「劇場前悪意」 - Gekijō mae akui | 12 febbraio 2025 |         |
| 10 | Sirius si mette in contatto con Capella, Regulus e Lye per condividere la sua disperazione riguardo alla morte di Betelgeuse. Tuttavia, gli altri Arcivescovi del Peccato si mostrano indifferenti e annoiati dalla sua sofferenza, spingendo Sirius, in un impeto di rabbia, a distruggere gli specchi magici utilizzati per comunicare con loro. Alla fine, riesce a risollevarsi di morale ripensando al suo amato. |                  |         |
| 11 | Racconti romantici scarlatti 「緋色浪漫譚」 - Hiiro roman tan | 19 febbraio 2025 |         |
| 11 | Priscilla e Liliana si preparano ad affrontare Sirius e, nel frattempo, discutono sul motivo che ha spinto Liliana a diventare una barda e sull'importanza che attribuisce al canto, paragonandolo a una forma di dichiarazione d’amore. Liliana è ispirata a cantare una canzone, ma Priscilla le consiglia di aspettare il momento giusto: quello in cui affronteranno Sirius. |                  |         |
| 12 | Scontri nella fazione di Emilia 「エミリア陣営奮闘記」 - Emiria jin'ei funtō-ki | 26 febbraio 2025 |         |
| 12 | Petra, impegnata nell'organizzazione di un banchetto per reclutare sostenitori per Emilia, si mette alla ricerca dello chef scomparso nel giardino. Qui incontra una misteriosa ragazza incappucciata intrappolata in un’aiuola e, dopo averla liberata, scopre che si tratta proprio della chef che cercava. La ragazza confessa di essersi allontanata volontariamente per evitare una situazione che non le piaceva. Ricordando le parole incoraggianti di Ram, Petra la sprona a superare le sue paure. La chef decide quindi di tornare al ricevimento e rivela il suo nome: Dias Lepunzo Elemanso Oplane Fatsbalm VI. |                  |         |
| 13 | Scontri nella fazione di Emilia 「エミリア陣営奮闘記」 - Emiria jin'ei funtō-ki | 5 marzo 2025     |         |
| 13 | Otto si interroga su quanto gli altri lo considerino una persona su cui fare affidamento, ricordando le volte in cui Petra, Frederica e Ram gli hanno chiesto di proteggere Subaru e il resto del gruppo durante il viaggio. Si sorprende che nessuno sembri preoccuparsi per la sua sicurezza. Successivamente, parla con Emilia, che lo rassicura facendogli capire che le persone si fidano di lui. |                  |         |
| 14 | Scontri nella fazione di Emilia 「エミリア陣営奮闘記」 - Emiria jin'ei funtō-ki | 12 marzo 2025    |         |
| 14 | Ram entra nella stanza di Otto, visibilmente turbata. Otto le chiede cosa la preoccupi e Ram confida che ha la sensazione che Roswaal la stia evitando dopo averle vietato di entrare nello spogliatoio con lui. Rivela anche di aver confessato il suo amore al margravio, cambiando le dinamiche tra loro. Otto le offre alcuni consigli sull'amore, che può manifestarsi in modi diversi. |                  |         |
| 15 | Scontri nella fazione di Emilia 「エミリア陣営奮闘記」 - Emiria jin'ei funtō-ki | 19 marzo 2025    |         |
| 15 | Mentre Petra accompagna Dias, sente Roswaal impegnato in una conversazione importante con alcuni esponenti di spicco. Roswaal illustra le ragioni per cui Emilia sarebbe la miglior candidata a succedere al trono in futuro. Successivamente, chiede a Petra di convincere gli altri presenti, e lei inizia a raccontare la storia di Emilia, spiegando perché la trova ispirante. |                  |         |
| 16 | Scontri nella fazione di Emilia 「エミリア陣営奮闘記」 - Emiria jin'ei funtō-ki | 26 marzo 2025    |         |
| 16 | Durante un ricevimento, Petra e Dias si godono il banchetto. Roswaal si avvicina a Petra e le confida che il cibo non sembra piacergli molto, sostenendo di non avere segreti e volendo così rivelarle un suo punto debole. Durante il viaggio di ritorno, Petra racconta a Frederica di aver ricevuto un sacchetto di dolcetti speciali da Dias e li offre a Roswaal, che rimane piacevolmente sorpreso dal loro sapore. |                  |         |

## Home video

### Giappone
La prima stagione è stata pubblicata in DVD e Blu-ray dal 24 giugno 2016 al 24 febbraio 2017.
| Volume | Episodi | Data di pubblicazione |
| ------ | ------- | --------------------- |
| 1      | 1–2     | 24 giugno 2016        |
| 2      | 3–5     | 27 luglio 2016        |
| 3      | 6–8     | 24 agosto 2016        |
| 4      | 9–11    | 28 settembre 2016     |
| 5      | 12–14   | 26 ottobre 2016       |
| 6      | 15–17   | 25 novembre 2016      |
| 7      | 18–20   | 21 dicembre 2016      |
| 8      | 21–23   | 25 gennaio 2017       |
| 9      | 24–25   | 24 febbraio 2017      |

La seconda stagione è stata pubblicata in DVD e Blu-ray dal 28 ottobre 2020 al 28 luglio 2021.
| Volume | Episodi | Data di pubblicazione |
| ------ | ------- | --------------------- |
| 1      | 26–29   | 28 ottobre 2020       |
| 2      | 30–32   | 25 novembre 2020      |
| 3      | 33–35   | 23 dicembre 2020      |
| 4      | 36–38   | 27 gennaio 2021       |
| 5      | 39–41   | 28 aprile 2021        |
| 6      | 42–44   | 26 maggio 2021        |
| 7      | 45–47   | 30 giugno 2021        |
| 8      | 48–50   | 28 luglio 2021        |

La terza stagione è stata pubblicata in DVD e Blu-ray dal 24 gennaio al 25 giugno 2025.
| Volume | Episodi | Data di pubblicazione |
| ------ | ------- | --------------------- |
| 1      | 51      | 24 gennaio 2025       |
| 2      | 52-55   | 26 febbraio 2025      |
| 3      | 56-58   | 26 marzo 2025         |
| 4      | 59-62   | 28 maggio 2025        |
| 5      | 63-66   | 25 giugno 2025        |